# Bosna a Hercegovina
Bosna a Hercegovina (srbochorvatsky Bosna i Hercegovina, cyrilicí Босна и Херцеговина), někdy neformálně Bosna, je přímořský stát v jihovýchodní Evropě, na Balkánském poloostrově, který hraničí na severu, západě a jihu s Chorvatskem, na východě se Srbskem a na jihovýchodě s Černou Horou. Na jihu má 20 kilometrů dlouhé pobřeží Jaderského moře. Bosna je ve středu a na východě hornatá, na severozápadě mírně kopcovitá a na severovýchodě převážně rovinatá a má mírné kontinentální podnebí s horkými léty a chladnými, sněhovými zimami. Hercegovina je převážně hornatá a má středomořské podnebí. Bosna a Hercegovina se dělí na tři samosprávné jednotky, na ploše asi 51 tisíc km² žije 3,4 milionu obyvatel. Hlavním a největším městem je Sarajevo, mezi další velká města patří Banja Luka, Tuzla a Zenica. Největší etnickou skupinou jsou Bosňáci, následují Srbové a třetí jsou Chorvaté. Muslimové tvoří 51 % obyvatel, pravoslavní křesťané 31 % a katolíci 15 %. 
Oblast byla osídlena přinejmenším od svrchního paleolitu, ale důkazy naznačují, že již v neolitu zde vznikla stálá lidská sídla, včetně těch, která patřila k Butmirské, Kakanjské a Vučedolské kultuře. Po příchodu prvních Indoevropanů byla oblast osídlena několika ilyrskými a keltskými civilizacemi. Předkové Jihoslovanů, kteří oblast obývají dodnes, přišli v průběhu 6. až 9. století. Ve 12. století byl založen Bosenský banát, který se do 14. století vyvinul v Bosenské království. V polovině 15. století byla připojena k Osmanské říši, pod jejíž nadvládou zůstala až do konce 19. století; Osmané do oblasti přinesli islám. Od konce 19. století až do první světové války byla země připojena k rakousko-uherské monarchii. V meziválečném období byla Bosna a Hercegovina součástí Království Jugoslávie. Po druhé světové válce jí byl v rámci nově vzniklé Socialistické federativní republiky Jugoslávie udělen status samostatné republiky. Po rozpadu Jugoslávie v roce 1992 vyhlásila republika nezávislost. Následovala bosenská válka, která trvala do konce roku 1995 a skončila podpisem Daytonské dohody. 
Bosna a Hercegovina je de facto konfederativní republika, má dvoukomorový zákonodárný sbor a tříčlenné předsednictvo složené z jednoho člena z každé ze tří hlavních etnických skupin. Moc centrální vlády je však značně omezená, protože země je do značné míry decentralizovaná. Skládá se ze dvou autonomních celků – Federace Bosny a Hercegoviny a Republiky srbské – a třetího celku, distriktu Brčko, který je řízen vlastní místní samosprávou. Bosna a Hercegovina patří mezi rozvojové země a v indexu lidského rozvoje je na 74. místě na světě. Její ekonomice dominuje průmysl a zemědělství, následuje cestovní ruch a sektor služeb. V posledních letech výrazně vzrostl cestovní ruch. V zemi funguje systém sociálního zabezpečení a všeobecné zdravotní péče a základní a střední vzdělání je bezplatné. Je členem Organizace spojených národů, Organizace pro bezpečnost a spolupráci v Evropě, Rady Evropy, Partnerství pro mír a Středoevropské zóny volného obchodu; je také zakládajícím členem Unie pro Středomoří. Bosna a Hercegovina je kandidátskou zemí Evropské unie a také kandidátem na členství v Severoatlantické alianci.

## Historie

### Raná historie
Bosna byla obydlena lidmi minimálně od paleolitu, jelikož jedna z nejstarších jeskynních maleb byla nalezena v jeskyni Badanj. Hlavní neolitické kultury jako butmirská a kakanjská byly přítomny podél řeky Bosna v letech cca 6 230 př. n. l. –⁠ 4900 př. n. l.

### Starověcí Ilyrové

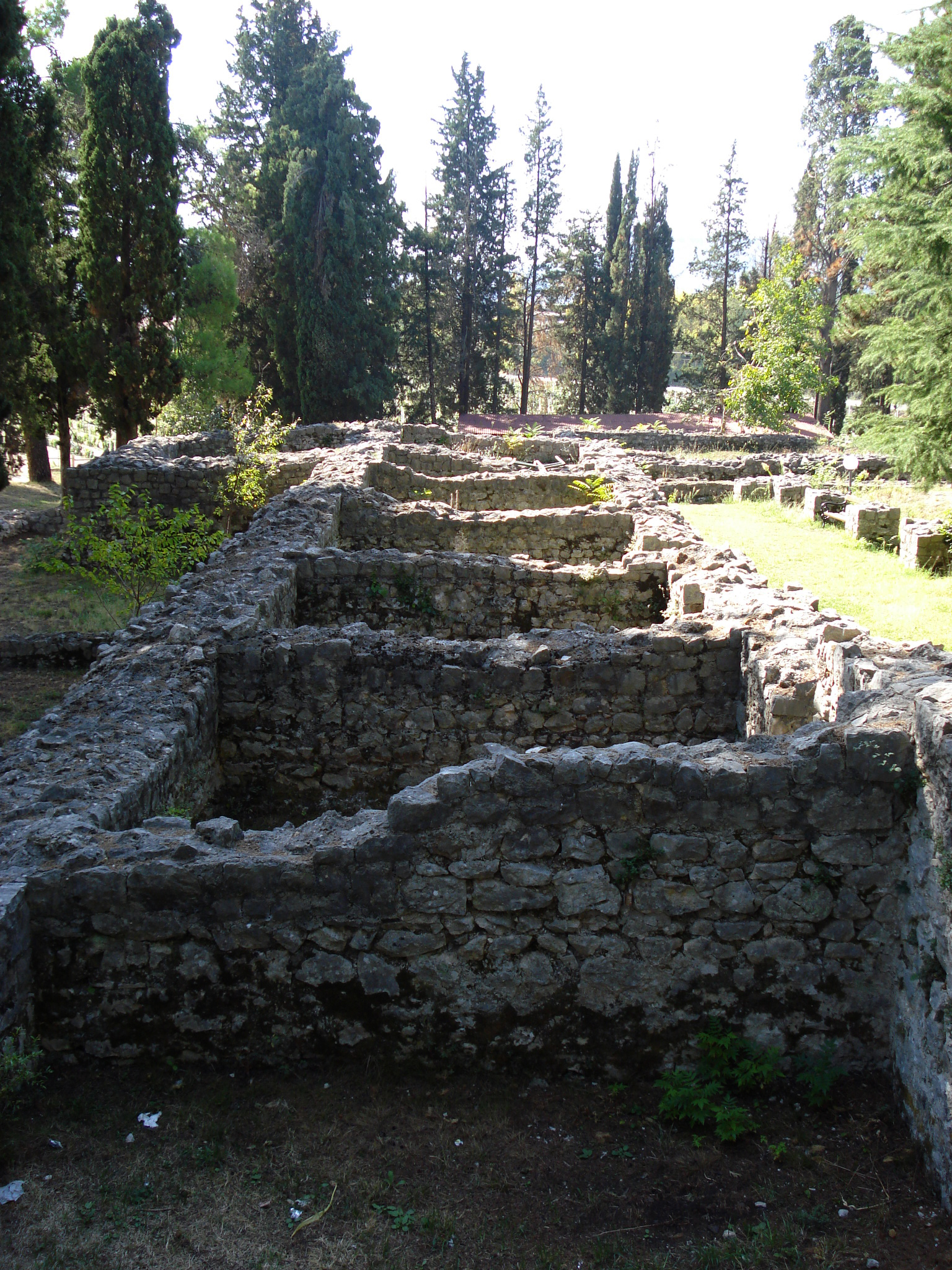
Pozůstatky římského statku (villa rustica) ze 4. století v lokalitě Mogorjelo u Čapljiny

Bronzová kultura Ilyrů, etnické skupiny s odlišnou kulturou a uměleckou formou, začala vznikat v dnešním Slovinsku, Chorvatsku, Bosně a Hercegovině, Srbsku, Kosovu, Černé Hoře a Albánii.
Od 8. století před naším letopočtem se Ilyrské kmeny vyvinuly do království. Nejdříve zaznamenané království v Ilýrii (regionu v západní části Balkánského poloostrova obývaný Ilyry, jak byli zaznamenáni v klasickém starověku) bylo Enchele v 8. století před naším letopočtem. Období, ve kterém pozorujeme další ilyrská království, začíná přibližně v roce 400 před naším letopočtem a končí v roce 167 před naším letopočtem. Autariati pod vládou Pleuria (337 př. n. l.) byl považován za království. Království Ardijejců (původně kmen z údolí Neretvy) vzniklo v roce 230 př. n. l. a skončilo v roce 167 př. n. l. Nejpozoruhodnější ilyrská království a dynastie byly Bardyllis z Dardánie ardirejský Agron, které vytvořili poslední a nejznámější ilyrské království. Agron vládl nad Ardirejci a rozšířil svou vládu i nad dalšími kmeny.
Od 7. století před naším letopočtem bronz vystřídalo železo, poté byly z bronzu vyráběny pouze šperky a umělecké předměty. Ilyrské kmeny pod vlivem halštatské kultury na severu vytvořily regionální centra, která se mírně lišila. Části střední Bosny obývaly kmeny Daesitiatů. Glasinacká kultura doby železné je spojována s kmenem Autariatů.
Velmi důležitou roli v životě byl kult mrtvých, který je patrný v pečlivých pohřbech a pohřebních obřadech, jakož i bohatství pohřebišť. V severních částech existovala dlouhá tradice kremace a pohřbu v mělkých hrobech, zatímco na jihu byli mrtví pohřbíváni ve velkých kamenných nebo zemských mohylách, které v Hercegovině dosahovaly monumentálních velikostí, více než 50 metrů široké a 5 m vysoké. Kmeny Japodů měly náklonnosti k výzdobě (těžké, nadměrné náhrdelníky ze žluté, modré nebo bílé skleněné pasty a velké bronzové spony, jakož i spirálové náramky, diadémy a přilby z bronzu).
Ve 4. století před naším letopočtem je zaznamenána první invaze Keltů. Přinesli s sebou hrnčířský kruh, nové typy spon a různé bronzové a železné pásky. Pouze procházeli cestou do Řecka, takže jejich vliv na území Bosny a Hercegoviny je zanedbatelný. Keltské migrace vysídlily mnoho ilyrských kmenů z jejich bývalých území, ale některé keltské a ilyrské kmeny se mísily. Konkrétní historické důkazy pro toto období jsou vzácné, ale celkově se zdá, že byl region osídlen množstvím různých národů mluvících odlišnými jazyky.
V deltě Neretvy na jihu byl důležitý řecký vliv na ilyrský kmen Daorů. Jejich hlavním městem byl Daorson v Ošanići poblíž Stolace. Daorson byl ve 4. století před naším letopočtem obklopen megalitickými 5 m vysokými kamennými zdmi (stejně velkými jako Mykény v Řecku), složených z velkých lichoběžníkových kamenných bloků. Daorové vyráběli jedinečné bronzové mince a sochy.
Konflikt mezi Ilyry a Římany začal v roce 229 př. n. l., ale až do roku 9 n. l. se Římu nepodařilo dokončit anexi regionu. Právě na území dnešní Bosny a Hercegoviny sváděl Řím jedny z nejobtížnějších bitev své historie od Punských válek, jak je popsal římský historik Suetonius. Šlo o římskou kampaň proti Ilyricu, známou jako Bellum Batonianum (povstání v Panonii). Konflikt vznikl po pokusu o verbování Ilyrů, vzpoura trvala čtyři roky (6–⁠9 n. l.) a byla poražena. V římském období se mezi Ilyry usadili latinsky mluvící osadníci z celého území římské říše a římští vojáci byli pobízeni, aby po své službě odcházeli do tohoto regionu.
Po rozdělení Říše mezi lety 337 a 395 n. l. se Dalmácie a Panonie staly součástí západořímské říše. Oblast si v roce 455 n. l. podmanili Ostrogóti. Následně je vystřídali Alani a Hunové. Do 6. století císař Justinián I. dobyl oblast pro Byzantskou říši. Slované si Balkán podmanili v 6. a 7. století. Ilyrské kulturní rysy byly jižními Slovany přijaty, o čemž svědčí některé zvyky a tradice, místní názvy atd. Timothy Gregory vysvětluje:
"V dnešní době se obecně má za to, že lidé, kteří žili na Balkáně po slovanských „nájezdech“, byli z větší části stejní jako ti, kteří tam žili již dříve, ačkoli vznik nových politických skupin a příchod menšího počtu přistěhovalců způsobily, že se lidé na sebe dívali odlišně od svých sousedů, včetně Byzantinců."

### Středověk

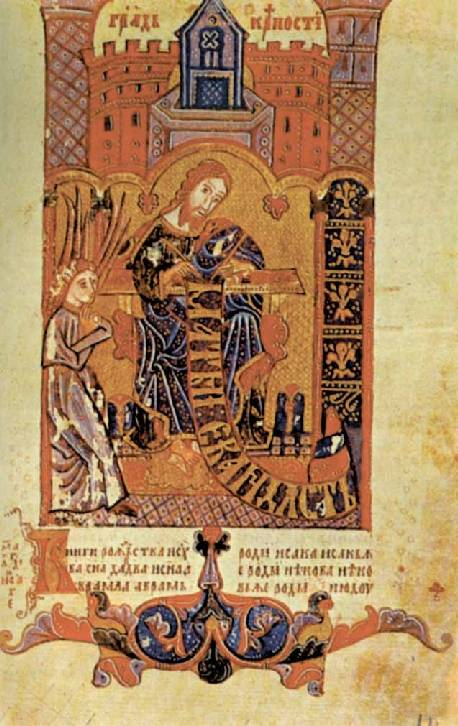
Hvalův kodex, iluminovaný soubor novozákonních a starozákonních textů z roku 1404

Bosna ve středověku zaujímala Bosenský banát a následně Bosenské království.

Bosna v 10. století
Bosenské území za vlády Bána Kulina (1180—1204)
Bosenský stát za vlády krále Tvrtka I. (1353–1391)
Hranice bosenského státu v druhé polovině 15. století
Bosna a Hercegovina v druhé polovině 19. století

Raní Slované se na západní Balkán, včetně Bosny, dostali v 6. a na počátku 7. století (uprostřed období stěhování národů), a skládali se z malých kmenových jednotek vzniklých z jednoho slovanského svazu známého Byzantincům jako Sklavíni (zatímco přibuzní Antové kolonizovali zhruba východní části Balkánu). Kmeny zaznamenané etnonymy jako „Srbové“ a „Chorvati“ jsou popsány jako druhá, pozdější migrace jiných lidí během druhé čtvrtiny 7. století, která se nezdá být zvlášť početná; tyto rané kmeny “Srbů” a “Chorvatů”, jejichž přesná identita je předmětem vědeckých debat, převládli nad Slovany v sousedních regionech. Zdá se však, že velká část vlastní Bosny byla územím na pomezí mezi oblastí pod nadvládou Srbů a Chorvatů a není jmenována jako jeden z regionů, které tyto kmeny osídlily.
Bosna je poprvé zmíněna jako země (horion Bosona) v díle byzantského císaře Konstantina Porfyrogenneta De Administrando Imperio v polovině 10. století, na konci kapitoly (kap. 32) s názvem O Srbech a zemi, kterou nyní obývají. Toto bylo vědecky interpretováno několika způsoby a používáno zejména srbskými národními ideology jako důkaz, že je Bosna původně „srbskou“ zemi. Jiní učenci tvrdili, že zahrnutí Bosny do kapitoly 32 je pouze výsledkem v té době dočasné vlády srbského velkovévody Časlava Klonimíroviće nad Bosnou a poukazovali, že Porfyrogennetos nikde výslovně neříká, že je Bosna „srbskou zemí“. Ve skutečnosti samotný překlad zásadní věty, kde se objevuje slovo Bosona (Bosna), podléhá různým výkladům.
Časem na území Bosny vznikla jednotka s vlastním vládcem s přívlastkem bosenský. Spolu s dalšími územími se Bosna v 11. století stala součástí království Duklja, ačkoli si udržovala vlastní šlechtu a instituce.
Ve vrcholném středověku vedly politické okolnosti k tomu, že se území stalo předmětem sporu mezi Uherským královstvím a Byzantskou říší. Po dalším přesunu moci mezi oběma říšemi na počátku 12. století se Bosna ocitla mimo kontrolu obou říší a vznikl Bosenský banát (pod vládou místních bánů). První bosenský ban byl známý pod jménem Ban Borić. Dalším byl bán Kulin, jehož vláda byl poznamenána začátkem sporů týkající se bosenské církve, římskokatolickou církví považovanou za kacířskou. V reakci na uherské pokusy použít církevní politiku týkající se této záležitosti jako způsobu, jak získat zpět vládu nad Bosnou, uspořádal Kulin v roce 1203 koncil místních církevních představitelů ke zřeknutí kacířství a přijetí katolictví. I přes to zůstaly uherské ambice nezměněny ještě dlouho po Kulinově smrti v roce 1204, s výjimkou jedné neúspěšné invaze v roce 1254. V této době se populace nazývala Dobri Bošnjani (“dobří Bosňané”). Jména srbský a chorvatský, ačkoli se občas objevují v okrajových oblastech, nebyla v záležitosti Bosny používána.
Bosenská historie se od těchto dob až do počátku 14. století vyznačovala mocenským bojem mezi rody Šubićů a Kotromanićů. Tento konflikt skončil v roce 1322, kdy se stal bánem Štěpán II. Kotromanić. V době jeho smrti v roce 1353 úspěšně připojil území na severu a západě, jakož i na Zahumlje a části Dalmácie. Následován byl ambiciózním synovcem Tvrtkem, který po dlouhém boji se šlechtou a rodinnými nesváry získal plnou kontrolu nad zemí v roce 1367. V roce 1377 vzniklo Bosenské království a Tvrtko byl v Mile poblíž města Visoko, v srdci bosenského území, korunován jako první bosenský král.
Po jeho smrti v roce 1391 se však Bosna dostala do dlouhého úpadku. Osmanská říše začala dobývat Evropu a pro Balkán v první polovině 15. století představovala hlavní hrozbu. Nakonec, po desetiletích politické a sociální nestability, přestalo bosenské království existovat v roce 1463, kdy ho dobyli Osmané. Následujícího léta některé části země obsadil uherský král Matyáš Korvín a vytvořil zde dvě bánoviny, stejně jako roku 1482 hornatější Hercegovina (Hum).

### Osmanská Bosna (1463–1878)

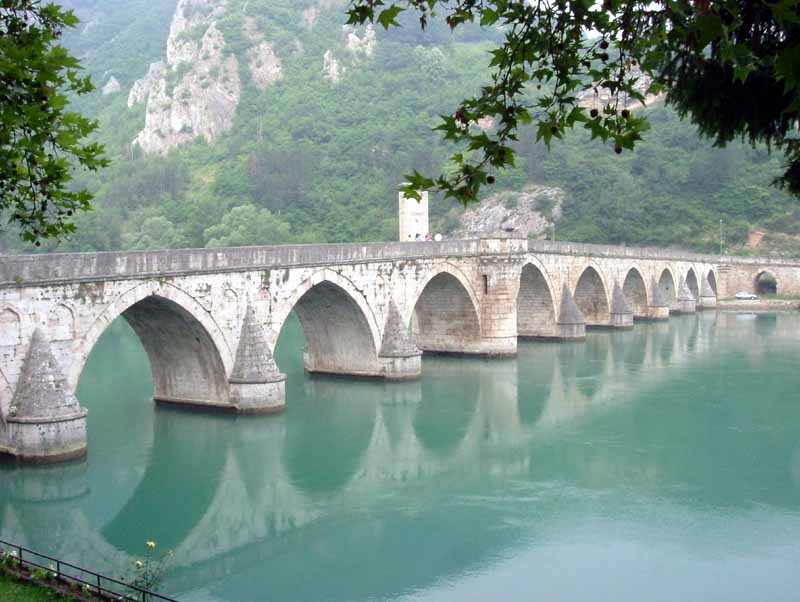
Most Mehmed-paši Sokoloviće

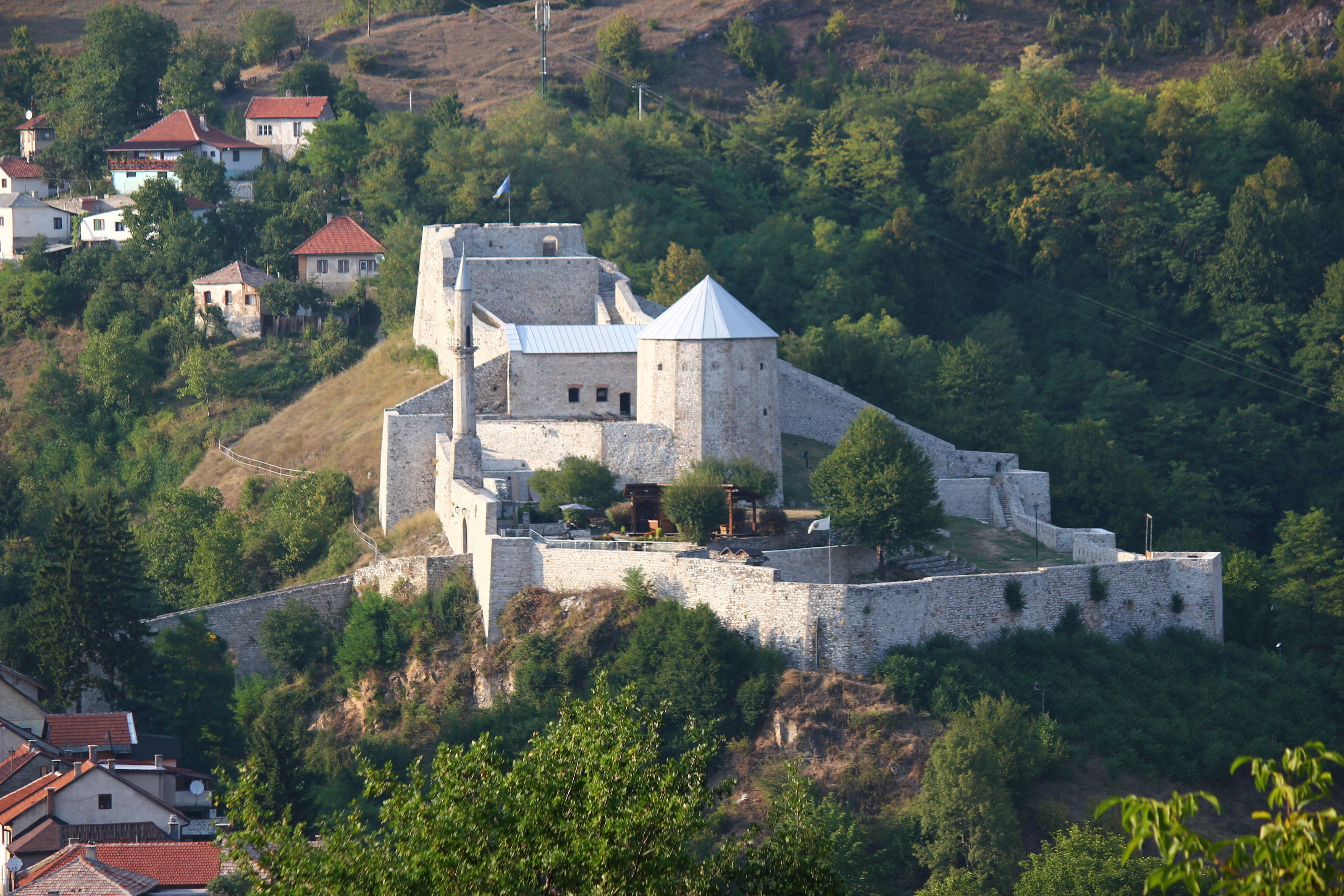
Travnik byl hlavním městem osmanské Bosny v letech 1699–1850

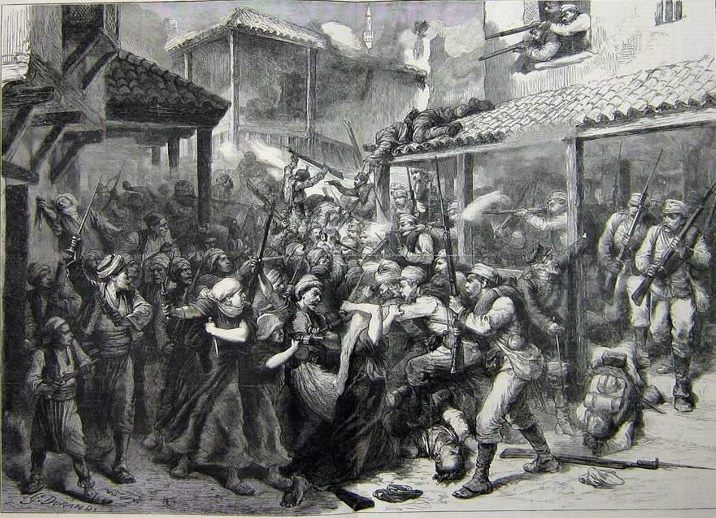
Odpor Sarajevanů vůči rakousko-uherskému záboru Bosny a Hercegoviny roku 1878

Dobytí Bosny Osmany znamenalo novou éru dějin země a přineslo drastické změny v politické i kulturní krajině. Osmani Bosnu začlenili jako vnitřní provincii Osmanské říše s historickým názvem a územní celistvostí.
Osmané v rámci Bosny zavedli řadu klíčových změn v sociálně-politické správě území; včetně nového systému držení půdy, reorganizace správních jednotek a komplexního systému sociální odlišnosti (diferenciace) podle tříd a náboženské příslušnosti.
Čtyři století osmanské nadvlády měly také drastický dopad na složení obyvatelstva Bosny, které se několikrát změnilo v důsledku dobývání, častých válek s evropskými mocnostmi, nucených a ekonomických migrací a epidemií. Vznikla původní slovansky mluvící muslimská komunita, která se nakonec kvůli nedostatku silných křesťanských církevních organizací a neustálému soupeření mezi pravoslavnými a katolickými církvemi stala největší z etnonáboženských skupin, zatímco domorodá bosenská církev zmizela úplně (zdánlivě zradou a konverzí členů na islám). Osmané je označovali kristianlar, zatímco pravoslavní a katolíci byli nazýváni gebir nebo kafir, což znamená „nevěřící“. Bosenští františkáni (a katolická populace jako celek) byli chráněni oficiálními říšskými vyhláškami a v souladu a v plném rozsahu osmanskými zákony, ve skutečnosti však byli tito lidé často pouze postihováni svévolným vládnutím a chováním silné místní elity.
Jak pokračovala Osmanská nadvláda na Balkáně (Rumélie), byla Bosna navzdory tomu, že byla příhraniční provincií, poněkud zbavena tlaků a zažila období obecného blaha. Byla zřízena řada měst, například Sarajevo a Mostar, ze kterých vznikla regionální centra obchodu a městské kultury; v roce 1648 je navštívil osmanský cestovatel Evlija Čelebi. V těchto městech různí osmanští sultáni financovali výstavbu mnoha staveb bosenské architektury, jako například první knihovnu v Sarajevu, medresy, školu súfické filozofie a hodinovou věž (Sahat Kula). Dále mosty jako Stari most, Carovu mešitu a Gazi Husrev-begovu mešita.
V této době také několik bosenských muslimů sehrálo vlivnou roli v kulturní a politické historii Osmanské říše. Bosenští rekruti tvořili velkou součást osmanských řad v bitvách u Moháče a Krbavském poli, zatímco řada dalších Bosňanů stoupala skrz osmanskou armádu, aby obsadila nejvyšší pozice v Říši, včetně těch admirálských, jako byl Matrakçı Nasuh; generálové Isa Bey Išakovič, Gazi Husrev-beg, Hasan Predojević a Sarı Süleyman Paša; správci jako Ferhad-paša Sokolović a Osman Gradaščević; a vezíři jako vlivný Mehmed Paša Sokolović a Damad Ibrahim Paša. Někteří Bosňané se objevili jako súfijští mystici, např. učenci jako Muhamed Hevaji Uskufi Bosnevi, Ali Džabič; a básníci v tureckém, albánském, arabském a perském jazyce.
Koncem 17. století však vojenské neúspěchy Osmanské říše zemi dohnaly a konec Velké turecké války s Karlovickým mírem v roce 1699 opět učinil z Bosny nejzápadnější provincii Říše. 18. století bylo poznamenáno dalšími vojenskými selháním, četnými vzpourami uvnitř Bosny a několika epidemiemi moru.
Snahy vysoké porty o modernizaci osmanského státu se setkaly s nedůvěrou rostoucí v nepřátelství v Bosně, kde se místní aristokrati ocitli díky navrhovaným reformám tanzimat ztraceni. Toto v kombinaci s frustrací nad územními i politickými ústupky na severovýchodě a se situací slovanských muslimských uprchlíků přicházejících ze Smederevského sandžaku do Bosenského ejáletu, vyvrcholilo částečně neúspěšnou vzpourou Huseina Gradaščeviće, který podpořil autonomii Bosenského ejáletu vůči autoritativní vládě osmanského sultána Mahmúda II., který pronásledoval, popravoval a zrušil sbory janičářů a omezoval autonomní roli Pašů v Rumelii. Mahmut II. poslal svého velkého vizíra, aby Bosenský ejálet podmanil, ale uspěl pouze s neochotnou pomocí Ali-paši Rizvanbegoviće. Související povstání do roku 1850 odezněla, ale situace se nadále zhoršovala.
Nová nacionalistická hnutí se v Bosně objevila v polovině 19. století. Srbští nacionalisté, podporovaní srbským odtržením od Osmanské říše na počátku 19. století, začali navazovat kontakty a podporovali nacionalismus, přičemž tvrdili, že Bosna je srbskou provincií. V sousední Habsburské říši přes osmanskou hranici chorvatští nacionalisté vznášeli podobná tvrzení o Bosně jako chorvatské provincii. Vzestup těchto konkurenčních hnutí znamenal začátek nacionalistické politiky v Bosně, která pokračovala v růstu po zbytek 19. a 20. století.
Selské nepokoje nakonec v roce 1875 vyvolaly Hercegovské povstání, rozsáhlé rolnické povstání. Konflikt se rychle rozšířil a zapojil několik balkánských států a velmocí, což v roce 1878 vedlo k berlínskému kongresu a berlínské smlouvě.

### Rakousko-Uherská vláda (1878–1918)

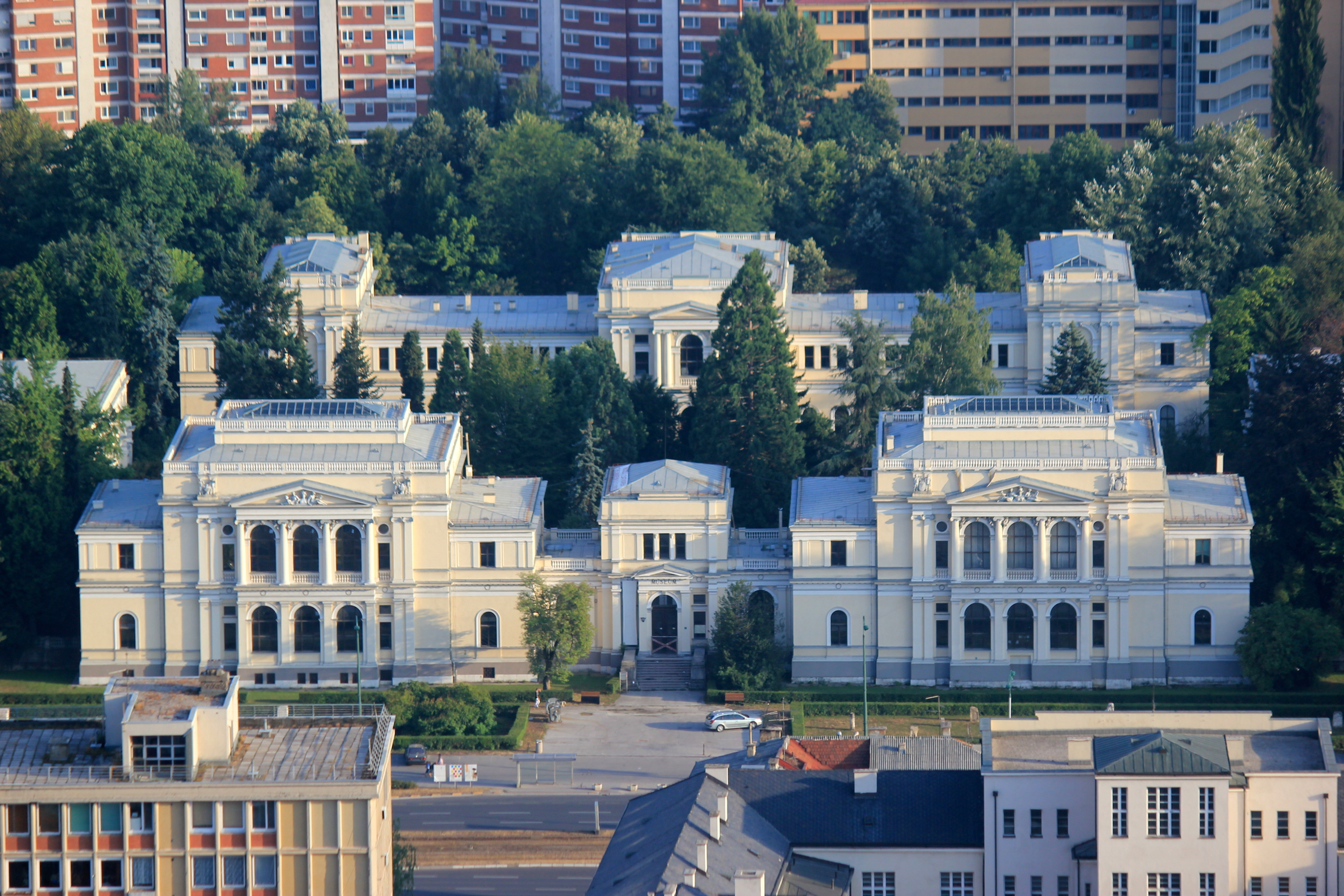
Národní muzeum Bosny a Hercegoviny vzniklo v roce 1888

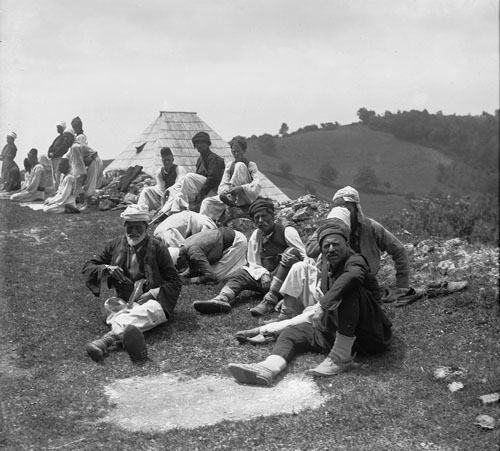
Obyvatelé Bosny v roce 1906

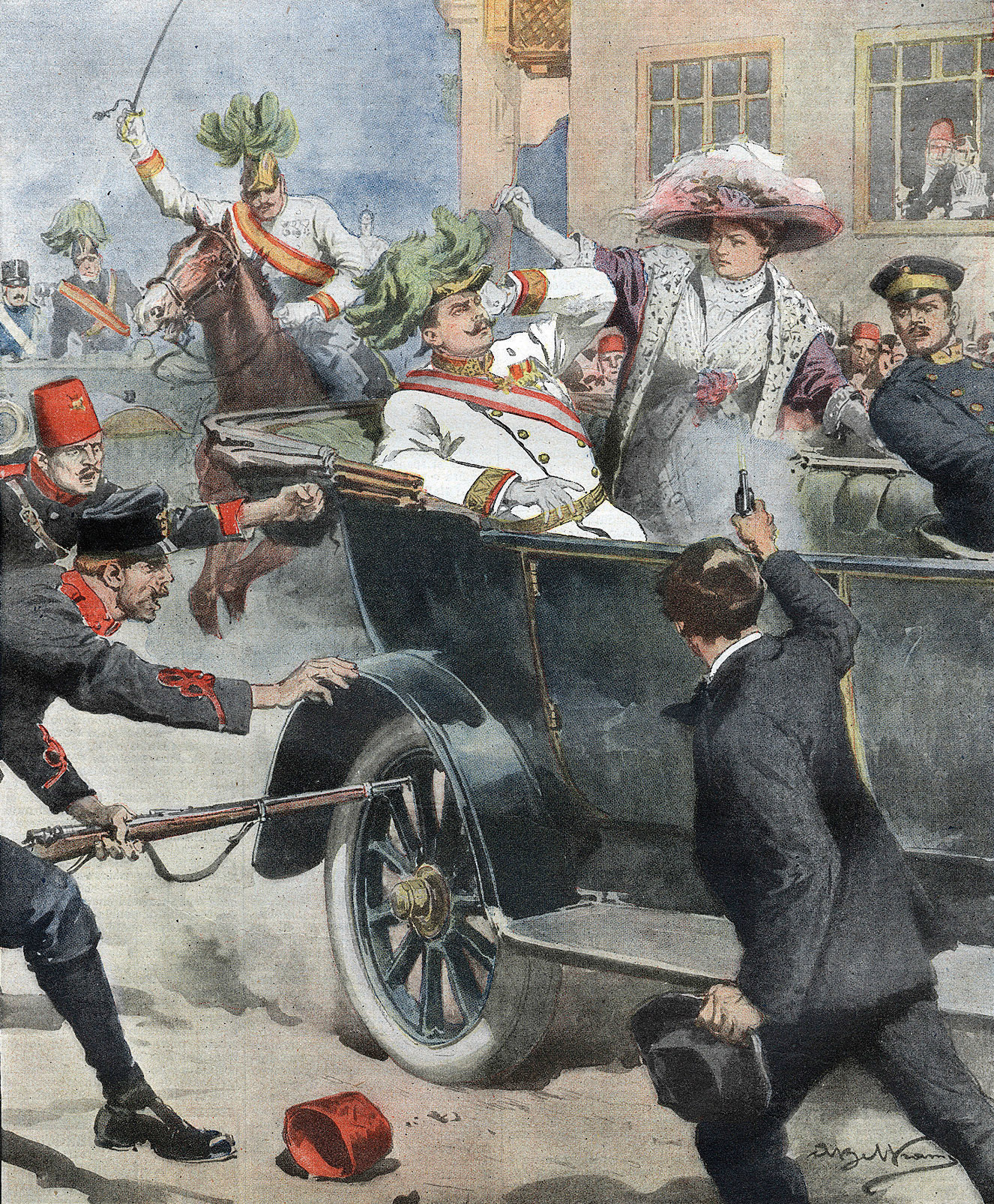
Zavraždění Františka Ferdinanda d'Este a Žofie Chotkové v Sarajevu, ilustrované v italských novinách Domenica del Corriere 12. července 1914 Achille Beltramem

Na Berlínském kongresu v roce 1878 bylo rozhodnuto, že Rakousko-Uhersko dočasně vojensky obsadí a bude spravovat Bosnu a Hercegovinu a také získá právo umístit posádky v Novopazarském sandžaku. Ten zůstal pod osmanskou vládou až do roku 1908, kdy se z něj rakousko-uherské jednotky stáhly. Rakousko-uherská vojska vstoupila do Bosny a Hercegoviny 29. července 1878 a Bosna se tak stala protektorátem Rakouska-Uherska
Ačkoli se rakousko-uherské úřady s Bosňany rychle dohodly, napětí přetrvávalo a docházelo k masové emigraci Bosňanů. Brzy však bylo dosaženo stavu relativní stability a rakousko-uherské úřady se mohly pustit do řady sociálních a administrativních reforem, které zamýšlely, že by se z Bosny a Hercegoviny stala „modelová“ kolonie.
Habsburská vláda měla v Bosně několik klíčových zájmů. Pokusila se rozptýlit jihoslovanský nacionalismus tím, že zpochybnila dřívější srbské a chorvatské nároky na Bosnu a povzbudila rozvoj bosenské nebo bosňácké identity. Habsburská vláda se také pokusila zajistit modernizaci kodifikací zákonů, zavedením nových politických institucí a zakládáním a rozšiřováním průmyslových odvětví.
Rakousko-Uhersko začalo plánovat anexi Bosny, ale kvůli mezinárodním sporům nebyla tato otázka vyřešena až do krize v roce 1908. Postavení Bosny a vztahů s Rakousko-Uherskem ovlivnilo několik vnějších záležitostí. V roce 1903 došlo v Srbsku k krvavému převratu, který v Bělehradě přivedl do čela radikální protirakouskou vládu. Dále vzpoura v Osmanské říši v roce 1908 vyvolala obavy, že by Istanbulská vláda mohla usilovat o přímý návrat Bosny a Hercegoviny. Tyto faktory způsobily, že rakousko-uherská vláda usilovala o trvalé vyřešení bosenské otázky raději dříve než později.
Rakousko-uherská diplomacie využila zmatku v Osmanské říši a pokusila se získat prozatímní ruský souhlas se změnami statusu Bosny a Hercegoviny a 6. října 1908 zveřejnila prohlášení o připojení. Přes mezinárodní námitky proti rakousko-uherské anexi byli Rusové a jejich klientský stát Srbsko v březnu 1909 nuceni přijmout rakousko-uherskou anexi Bosny a Hercegoviny.
V roce 1910 ohlásil habsburský císař František Josef I. v Bosně první ústavu, která vedla k uvolnění dřívějších zákonů, volbám a zformování bosenského parlamentu a růstu nového politického života.
28. června 1914 v Sarajevu jugoslávský nacionalistický mladík Gavrilo Princip, člen tajného, Srbskem podporovaného, hnutí Mladá Bosna, zavraždil dědice rakousko-uherského trůnu, arcivévodu Františka Ferdinanda d'Este. Událost se stala jiskrou, která zahájila první světovou válku. Na konci války ztratila Bosna více mužů na hlavu než jakákoli jiná etnická skupina v Habsburské říši, když sloužili v bosensko-hercegovinské pěchotě (známé jako Bosniaken) v rámci rakousko-uherské armády. Bosně a Hercegovině jako celku se však podařilo z konfliktu vyjít relativně bez větší újmy.
Rakousko-uherské úřady zřídily pomocnou milici známou jako Schutzkorps se spornou rolí v antisrbské politice říše. Jednotky Schutzkorps, převážně rekrutované z muslimské (bosňácké) populace, byli pověřené stíháním povstaleckých Srbů (Četniků a Komitadžů) a staly se známé perzekucí Srbů zejména v Srby obydlených oblastech na východě Bosny, částečně i v odvetných akcích proti srbským Četnikům, kteří na podzim 1914 provedli útoky proti muslimské populaci v této oblasti. Postup rakousko-uherských úřadů vedl v Bosně a Hercegovině k zatčení asi 5500 občanů srbské národnosti, 700 až 2200 lidí ve vězení zemřelo, zatímco 460 lidí bylo popraveno. Přibližně 5200 srbských rodin bylo z Bosny a Hercegoviny násilně vypovězeno.

### Království Jugoslávie (1918–1941)
Po první světové válce v roce 1918 se Bosna a Hercegovina připojila k jihoslovanskému Státu Srbů, Chorvatů a Slovinců (brzy přejmenovaný na Jugoslávii). Politický život v Bosně byl v této době poznamenán dvěma hlavními trendy: sociálními a ekonomickými nepokoji ohledně přerozdělování majetku a formování několika politických stran, které často měnily koalice a spojenectví se stranami v jiných jugoslávských regionech.
K dominantnímu ideologickém konfliktu jugoslávského státu mezi chorvatským regionalizmem a srbskou centralizací bylo hlavními etnickými skupinami Bosny přistupováno různě a byl závislý na celkové politické atmosféře. Politické reformy provedené v nově zavedeném jugoslávském království přinesly Bosňákům výhod jen málo; podle posledního sčítání vlastníků půdy a obyvatelstva z roku 1910 podle náboženské příslušnosti provedené za Rakouska-Uherska vlastnili muslimové (Bosňáci) 91,1 %, pravoslavní Srbové 6,0 %, chorvatští katolíci 2,6 % a další 0,3 % majetku. Po reformách byli bosenští muslimové připraveni o celkem 1 175 305 hektarů zemědělské a lesní půdy.
Ačkoli počáteční rozdělení země na 33 oblastí vymazalo přítomnost tradičních geografických entit z mapy, úsilí bosenských politiků jako Mehmed Spaho zajistilo, že šest oblastí vyrytých z Bosny a Hercegoviny odpovídalo šesti sandžakům z osmanských dob a tvořily tradiční hranici země jako celku.
Zřízení Jugoslávského království v roce 1929 však přineslo změnu správních oblastí do banátů nebo bánovin, které se záměrně vyhýbaly všem historickým a etnickým liniím, čímž odstranily veškeré stopy po bosenské entitě. Srbo-chorvatské napětí ohledně strukturování jugoslávského státu pokračovalo, přičemž koncepci oddělené bosenské divize byla věnována jen malá nebo žádná pozornost.
Dohoda Cvetković–Maček dala v roce 1939 vzniknout chorvatské bánovině a v podstatě podpořila rozdělení Bosny mezi Chorvatsko a Srbsko. Rostoucí hrozba nacistického Německa však nutila jugoslávské politiky, aby svou pozornost přesunuli. Po období appeasementu, podepsání paktu tří a vojenského převratu byla Jugoslávie 6. dubna 1941 nakonec napadena Německem.

### Druhá světová válka (1941–1945)

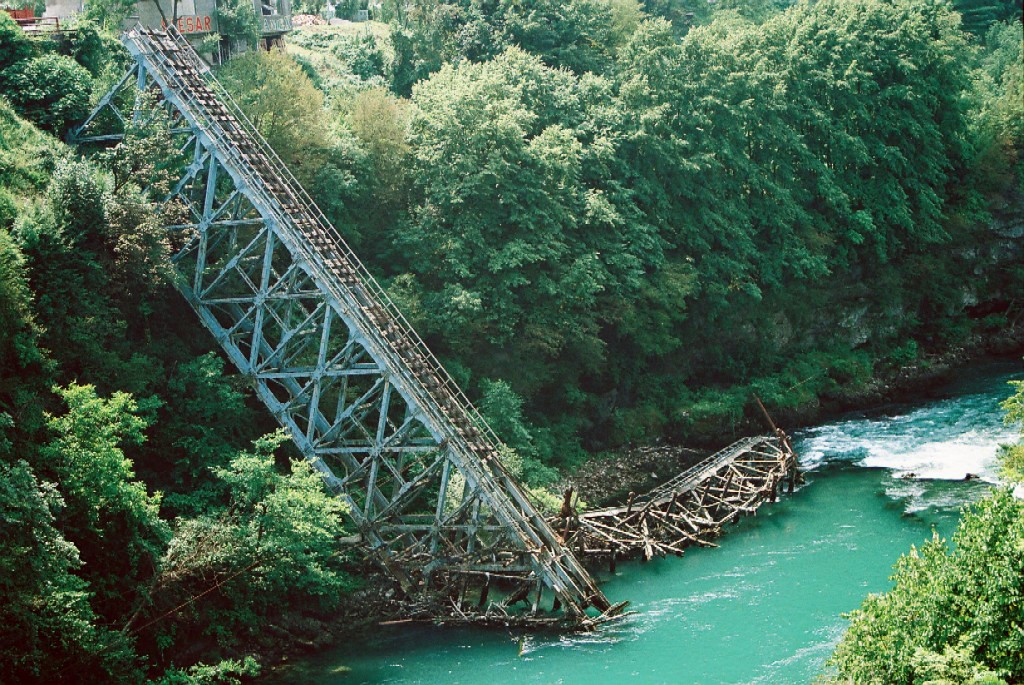
Železniční most přes Neretvu v Jablanici, který byl zničen během bitvy na Neretvě

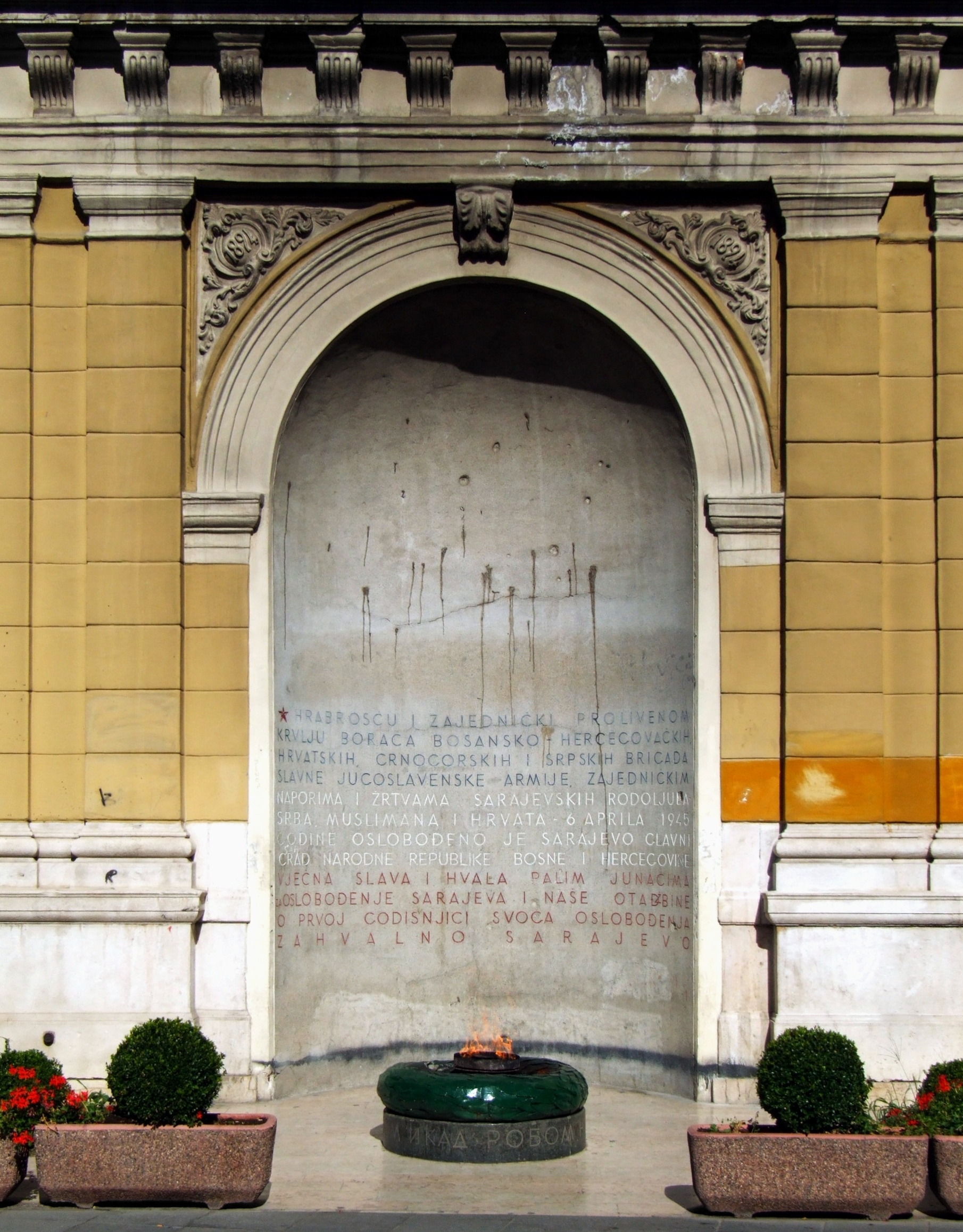
Věčný plamen v Sarajevu upomíná na oběti druhé světové války

Jakmile bylo království Jugoslávie německými silami dobyto, byla celá Bosna postoupena nacistickému loutkovému státu, nezávislému státu Chorvatsko (NDH). Ustašovští vůdci NDH tak zahájili hromadné vyhlazování Srbů, Židů, Romů i chorvatských disidentů a později partyzánů Josipa Broze Tita, když založili tábory smrti.
Jako státní náboženství byla uznána jen římskokatolická církev a také islám, zatímco pravoslaví jakožto symbol Srbů bylo tvrdě potlačováno. Během ustašovské nadvlády v koncentračních táborech a během čistek zahynulo jen v Bosně a Hercegovině asi 209 000 Srbů a Černohorců. Chorvati sice byli zdaleka největší etnickou skupinou, která tvořila ustašovce, nicméně viceprezident NDH a vůdce jugoslávské muslimské organizace Džafer Kulenović byl muslim a muslimové (Bosňáci) tvořili téměř 12 % ustašovských vojenských a civilních složek.
Mnoho Srbů se chopilo zbraní a připojilo se k Četnikům, srbskému nacionalistickému hnutí s cílem vytvořit v Jugoslávském království etnicky homogenní velký srbský stát. Četnici opláceli stejnou mincí, pronásledovali a zabíjeli velké množství neSrbů, komunistické Srby a komunistické sympatizanty, přičemž hlavním cílem bylo muslimské obyvatelstvo Bosny, Hercegoviny a Sandžaku. Jakmile Četnici obsadili oblast, muslimští vesničané byli systematicky zabíjeni. Ze 75 000 muslimů, kteří během války přišli o život v Bosně a Hercegovině, zabili Četnici přibližně 30 000.
Muslimové sloužili i v nacistických jednotkách Waffen SS. Mezi dubnem 1941 a květnem 1945 bylo zabito 64 000 až 79 000 bosenských Chorvatů. Z nich bylo Četniky zabito asi 18 000.
12. října 1941 podepsala skupina 108 významných sarajevských muslimů Usnesení sarajevských muslimů, kterým odsoudila perzekuci Srbů organizovaných Ustašovci, rozlišovala mezi muslimy, kteří se na těchto perzekucích podíleli a muslimskou populací jako celku o pronásledování muslimů Srby a požadovala bezpečnost pro všechny občany země bez ohledu na jejich totožnost.
Od roku 1941 organizovali jugoslávští komunisté pod vedením Josipa Broze Tita vlastní mnohonárodnostní odbojové skupiny, partyzány, kteří bojovali proti silám Osy i Četnikům. 29. listopadu 1943 uspořádala Antifašistická rada národního osvobození Jugoslávie s Titem v čele zakládající konferenci v Jajcích, kde byla Bosna a Hercegovina obnovena jako republika v rámci jugoslávské federace ve svých habsburských hranicích.
Vojenské úspěchy nakonec přiměl spojence k podpoře partyzánů, což mělo za následek úspěšnou Macleanovu misi, ale Tito nabídku pomoci odmítl a spoléhal se na své vlastní síly. Všechny hlavní vojenské ofenzívy antifašistického hnutí Jugoslávie proti nacistům a jejich místním podporovatelům byly vedeny v Bosně a Hercegovině a její národy nesly nátlak boje. Za druhé světové válce zemřelo v Bosně a Hercegovině více než 300 000 lidí. Na konci války zřízení Socialistické federativní republiky Jugoslávie s ústavou z roku 1946 udělalo z Bosny a Hercegoviny oficiálně jednu ze šesti zakládajících republik v novém státě.

### Socialistická Jugoslávie (1945–1992)

Vlajka Bosny a Hercegoviny v rámci socialistické Jugoslávie

Vzhledem k centrální geografické poloze v rámci jugoslávské federace byla poválečná Bosna vybrána jako základna pro rozvoj zbrojního průmyslu. To přispělo k velké koncentraci zbraní a vojenského personálu v Bosně; významného faktoru ve válce, která následovala po rozpadu Jugoslávie v 90. letech. Existence Bosny v Jugoslávii však byla z velké části relativně pokojná a velmi prosperující, s vysokou zaměstnaností, silnou průmyslovou a exportně orientovanou ekonomikou, dobrým vzdělávacím systémem a sociálním a zdravotním zabezpečením pro každého občana (Bosny a Hercegoviny), i když v rámci federace patřila ke slabším ekonomikám. V Bosně působilo několik mezinárodních společností –⁠ Volkswagen v rámci TAS (automobilka v Sarajevu, od roku 1972), Coca-Cola (od roku 1975), SKF Sweden (od roku 1967), Marlboro (tabákový průmysl v Sarajevu) a hotely Holiday Inn. Sarajevo bylo i dějištěm zimních olympijských her v roce 1984.
Během padesátých a šedesátých let byla Bosna politicky slabá Jugoslávská republika. V 70. letech 20. století vznikla silná bosenská politická elita, částečně podněcovaná Titovým vedením v Hnutí nezúčastněných zemí a Bosňany sloužícími v diplomatickém sboru Jugoslávie. Při práci v socialistickém systému politici jako Džemal Bijedić, Branko Mikulić a Hamdija Pozderac posílili a chránili svrchovanost Bosny a Hercegoviny. Jejich úsilí se ukázalo jako klíčové během turbulentního období po Titově smrti v roce 1980 a dnes je považováno za některé z prvních kroků k bosenské nezávislosti. Republika však neunikla stále silnějšímu nacionalistickému klimatu té doby. S pádem komunismu a začátkem rozpadu Jugoslávie začala doktrína tolerance ztrácet svou sílu a vznikla příležitost pro šíření nacionalistických prvků ve společnosti.

### Válka v Bosně (1992–1995)

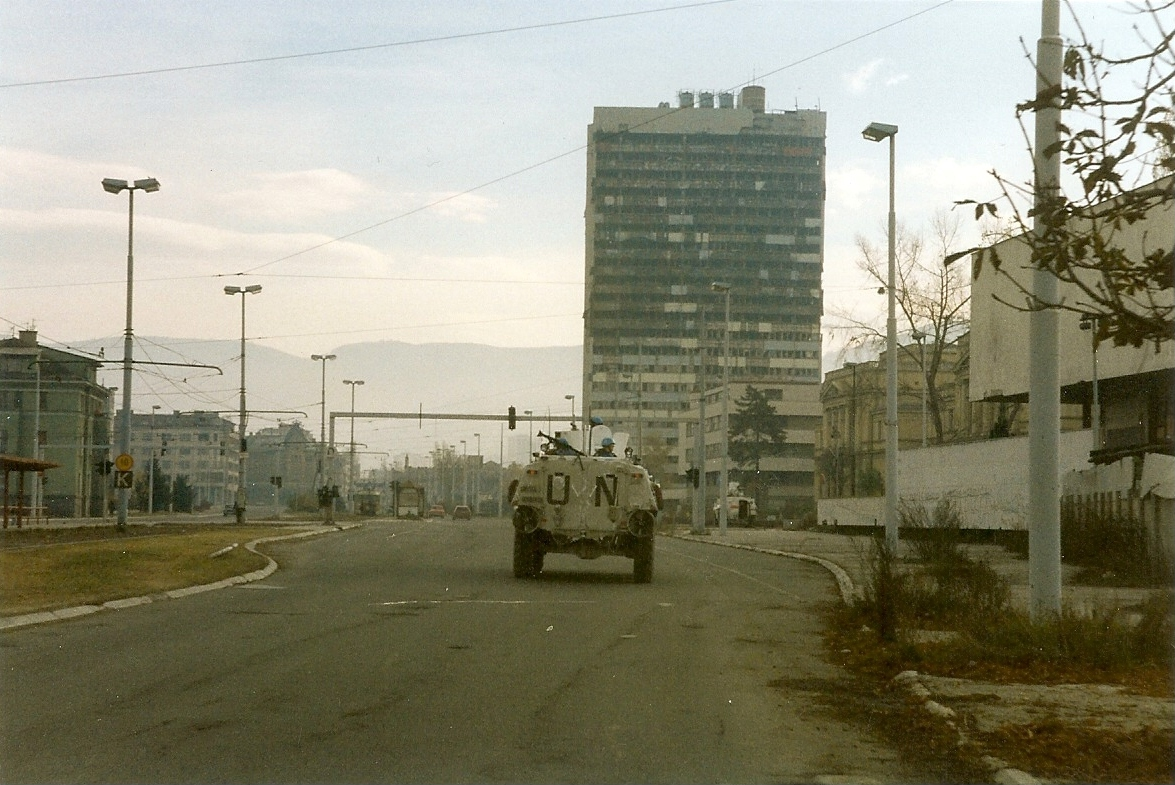
Jednotky OSN před budovou Výkonné rady, vyhořelé poté, co je zasáhla palba z tanků během obléhání Sarajeva, 1995

18. listopadu 1990 se v celé Bosně a Hercegovině konaly parlamentní volby s vícero stranami. 25. listopadu následovalo druhé kolo, jehož výsledkem bylo národní shromáždění, ve kterém byla komunistická moc nahrazena koalicí tří etnických stran. Po prohlášení nezávislosti Slovinskem a Chorvatskem na Jugoslávii došlo k výraznému rozdělení mezi obyvateli Bosny a Hercegoviny, pokud jde o otázku, zda zůstat v Jugoslávii (převážně zastáváno Srby) nebo usilovat o nezávislost (převážně zastáváno Bosňáky a Chorvaty).[zdroj?]
V době krize federace na začátku devadesátých let se mezi vedoucími představiteli bosenských Muslimů, Chorvatů a Srbů projevily rozpory ve věci formováni nezávislého státu. V březnu 1991 se sešli v Karađorđevu ve Vojvodině Slobodan Milošević a Franjo Tuđman, aby si dohodli rozdělení země mezi Srbsko a Chorvatsko. V důsledku pozdějšího vývoje jejich vzájemných vztahů však k tomu nedošlo.
Bosňáci a Chorvati vyhlásili 3. března 1992 nezávislost Bosny a Hercegoviny na základě vůle bosenského a chorvatského obyvatelstva vyjádřené v referendu dne 1. března 1992. Srbové referendum bojkotovali a 7. dubna 1992 vyhlásili vlastní republiku. Politický konflikt přerostl v ozbrojené srážky, kterým padlo za oběť mnoho obyvatel Bosny a Hercegoviny (mj. v tzv. etnických čistkách) a které velmi posílily vzájemnou nevraživost mezi národnostmi země. V této válce bojoval prakticky každý proti každému. OSN vyslala do Bosny a Hercegoviny jednotky, které rozdělily bojující strany. Nadace Lidových novin se významně podílela na humanitární pomoci pro Bosnu a Hercegovinu. V rámci sbírky SOS Sarajevo se podařilo vybrat více než 30 milionů korun, což umožnilo vypravit humanitární konvoje s potravinami a hygienickými potřebami do Sarajeva, Tuzly, Goražde a Maglaje. Mezi lety 1995 až 1998 představoval celkový objem pomoci 150 milionů korun. Po 42 měsících bojů byla pod tlakem Spojených států amerických 21. listopadu v Daytonu uzavřena mírová dohoda, která byla slavnostně ratifikována všemi bojujícími stranami v Paříži 14. prosince 1995. V roce 2007 vstoupila Bosna a Hercegovina do Středoevropské zóny volného obchodu.

### Protesty v roce 2014
4. února 2014 začaly na severu země ve městě Tuzla protesty proti vládě Federace Bosny a Hercegoviny, jedné ze dvou entit této země, které se nazývaly bosenské jaro s odkazem na arabské jaro. Dělníci z několika továren, které byly privatizovány a zbankrotovaly, se spojili, aby požadovali akci ohledně pracovních míst a nevyplacených platů a důchodů. Brzy se protesty rozšířily do zbytku federace a násilné střety byly zaznamenány v téměř 20 městech, z nichž byla největší Sarajevo, Zenica, Mostar, Bihać, Brčko a Tuzla. Bosenská zpravodajská média informovala, že byly při vypuknutí násilností během protestů v Sarajevu, na severu v Tuzle, v Mostaru na jihu a v Zenici ve střední Bosně zraněny stovky lidí, včetně desítek policistů. V Republice srbské se podobná úroveň neklidu nebo aktivismu nevyskytla, ale stovky lidí se shromáždily na podporu protestů ve městě Banja Luka proti její samostatné vládě.
Protesty byly největším ohniskem veřejného hněvu nad vysokou nezaměstnaností a po dvou desetiletích politické setrvačnosti v zemi od konce bosenské války v roce 1995.

## Státní symboly

### Vlajka
Vlajka Bosny a Hercegoviny je tvořena listem o poměru stran 1:2 se třemi svislými pruhy (částmi) o poměru šířek 53:100:47. Krajní pruhy (při žerďovém a vlajícím okraji) jsou modré, prostřední (čtvercový) je kosmo dělený, horní část je modrá dolní žlutá. Pod přeponou prostřední části je sedm celých a dvě půlhvězdy, zasahujících i do žerďového pruhu. Hvězdy jsou opsány do pomyslné kružnice o průměru 19/100 šířky vlajky. Vzdálenost hvězd od přepony trojúhelníku není zákonem určena.

### Znak
Státní znak Bosny a Hercegoviny je tvořen stejnými symboly jako jsou na vlajce, je tvořen modrým štítem s kosmou řadou bílých, pěticípých hvězd a žlutým, kosmým rohem. Řadu tvoří pět celých hvězd a dvě hvězdy neúplné.

### Hymna
Bosenskohercegovská hymna je píseň Intermeco (popř. Intermezzo). Melodii složil Dušan Šestić, autory textu jsou Dušan Šestić a Benjamin Isović.

## Geografie

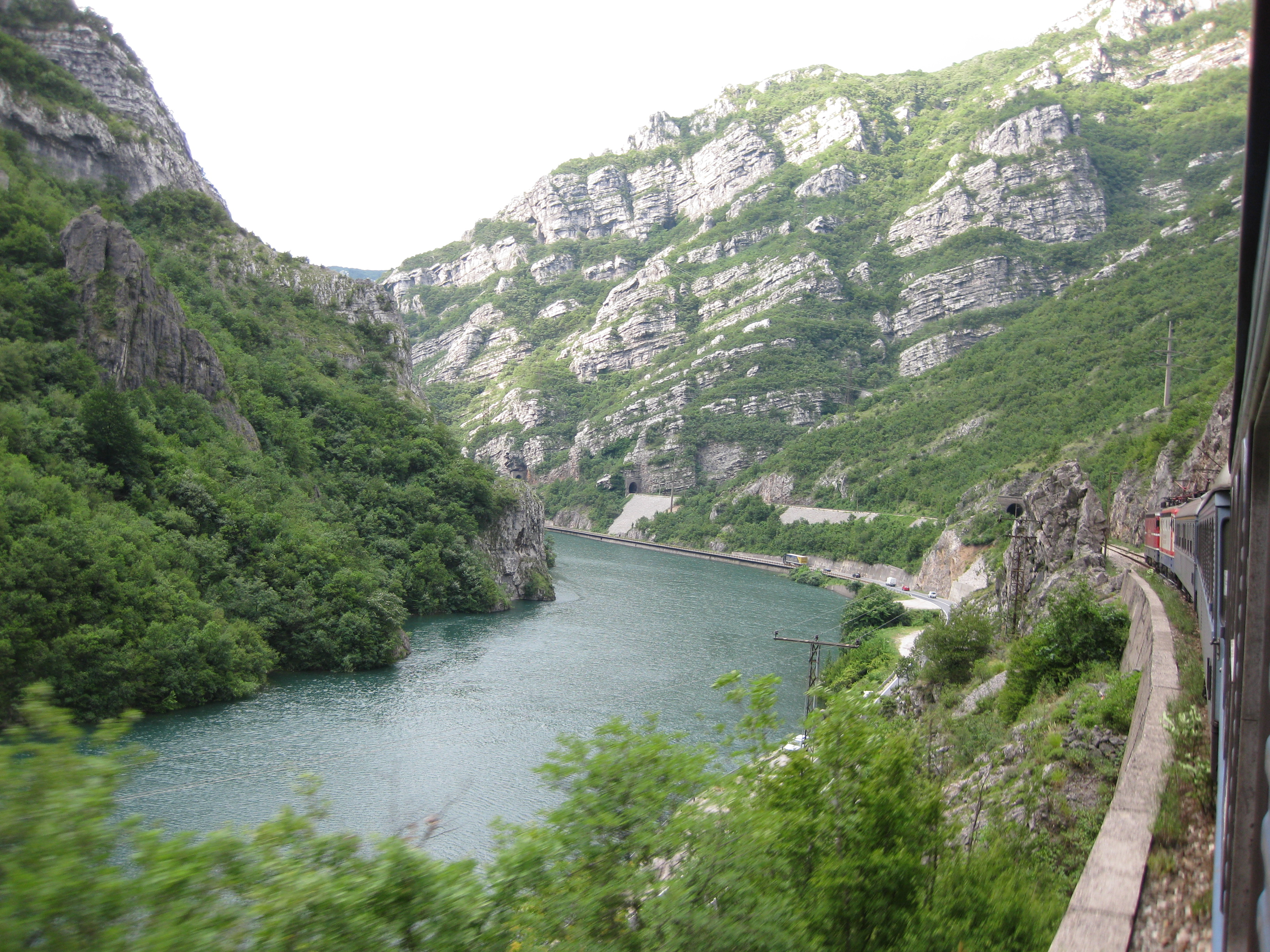
Cesta vlakem ze Sarajeva do Mostaru podél řeky Neretva

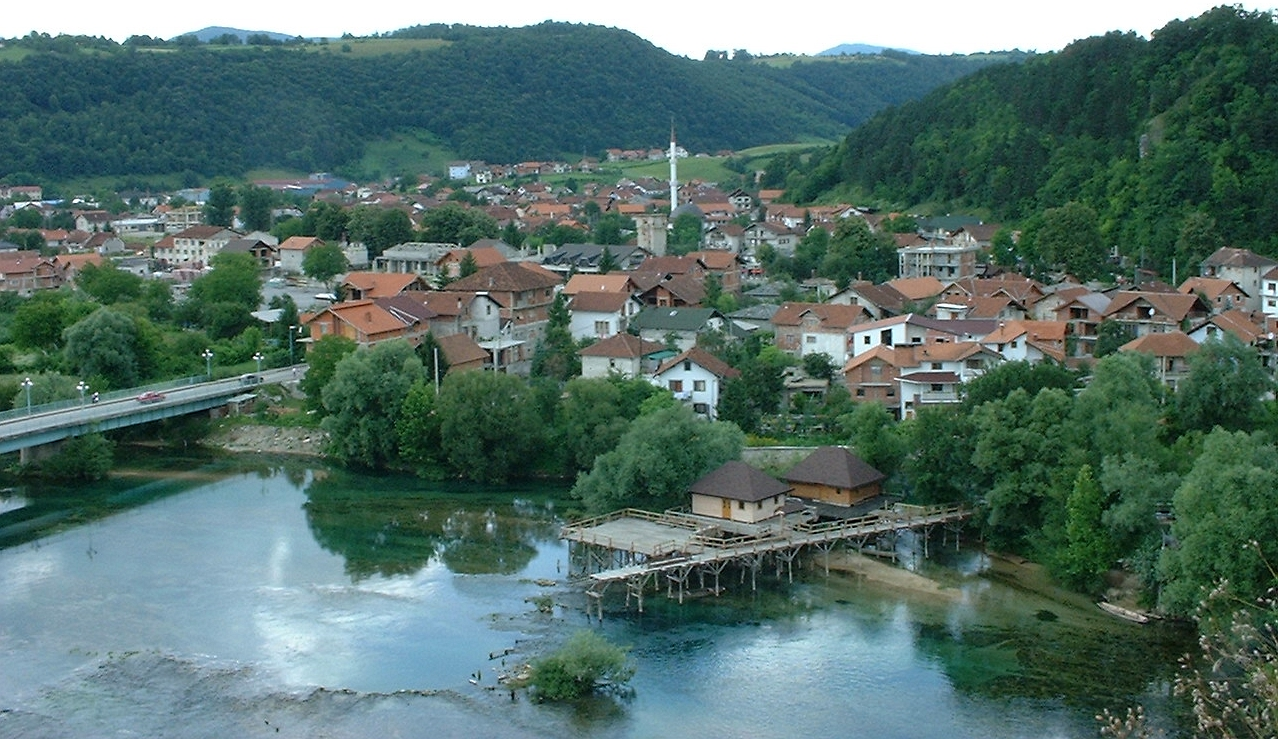
Řeka Una ve městě Bosanska Krupa

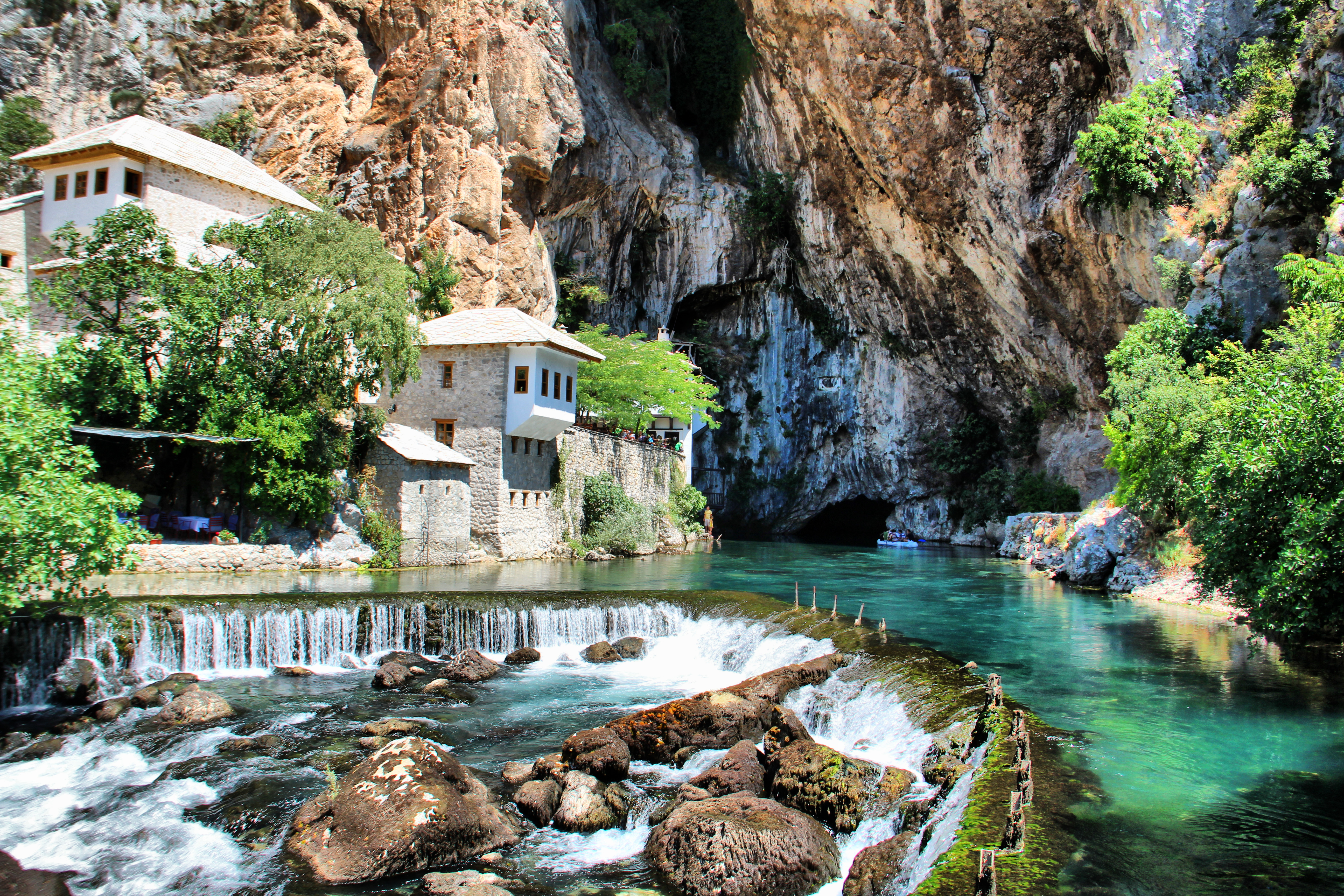
Dervišský klášter u pramene řeky Buny

Bosna a Hercegovina leží na jihovýchodě Evropy, v západní části Balkánu. Na severu, západě a na jihu hraničí s Chorvatskem, na východě se Srbskem a na jihovýchodě s Černou Horou. Hranice tvoří řeky (hlavně na severu a na východě), na jihozápadní straně je přirozenou hranicí soustava horských pásem. Hranice státu se z velké části nekryjí s hranicemi etnickými. Země má přístup k Jaderskému moři a rozděluje tak Chorvatsko na dvě části.
Skládá se ze dvou geografických a historických oblastí: větší Bosny (okolo 42 000 km²) a menší Hercegoviny na jihu. Bosna je velice hornatá země, totéž platí i o Hercegovině (okolo 9 000 km²). Na severu se horské oblasti přeměňují v nížinaté Posáví, resp. v Panonskou nížinu. Dinárské části Bosny se táhnou od západu na východ. Hercegovina se skládá ze dvou částí: horské (vysoké) a jadranské (nízké) Hercegoviny, která se dotýká Jadranského moře v oblastech od Neumu po poloostrov Klek. Významná jsou rovněž tzv. polje, rozsáhlejší horská údolí, která se objevují při povodí bosenských řek (Uny, Vrbasu, Bosny, Driny), od jihu k severu, resp. na Neretvě od severu k jihu.
Hlavní město státu je Sarajevo (275 524, v metropolitní oblasti kolem 460 000), dalšími velkými městy jsou: Banja Luka (185 042), Tuzla (110 979), Zenica (110 663), Bijeljina (107 715), Mostar (105 797), Prijedor (89.397), Brčko, Bihać a Travnik.
Nejvyšším vrcholem je Maglić (2 386 m n. m.), který se nachází v jihovýchodní části země. Klima je mírné kontinentální; léta jsou teplá a zimy naopak chladné.

### Klima
Země se člení dle klimatických charakteristik na tři části: Panonská nížina, Horské a polohorské oblasti a Jaderské moře.
Panonská nížina leží na severu země a převládá v ní kontinentální klima. Zimy jsou mírné s průměrnou teplotou v nejchladnějším měsíci lednu od -0,2 do -0,9 °C. Naopak léta bývají dlouhá a teplá s průměrnou teplotou v nejteplejším měsíci červenci od 21 do 23 °C. Roční úhrn srážek se pohybuje od 1 050 mm na západě území do 750 mm na východě území.
Horské a polohorské oblasti (známé v bosenštině jako planiny) zabírají většinu plochy Bosny a Hercegoviny. Jsou charakteristické krátkým teplým létem a dlouhou chladnou zimou. Průměrná celoroční teplota je 5 až 7 °C. Nejnižší teplota je v lednu a pohybuje se od 2,5 do -3 °C. Minimální teploty mohou klesnout až na -35 °C. Roční úhrn srážek se pohybuje kolem 1 200 mm.
Klimatická oblast Jaderského moře zabírá jen velmi malou plochu na území kolem města Neum na jihu země. Je charakteristická dlouhými teplými léty a mírnou zimou. Průměrná celoroční teplota vzduchu se pohybuje od 14 do 14,7 °C. V oblasti jsou poměrně velké roční srážkové úhrny, které dosahují od 1 500 do 2 000 mm. Srážky jsou nejčastější v období zimy a jara, zatímco léta bývají poměrně suchá.

## Politický systém

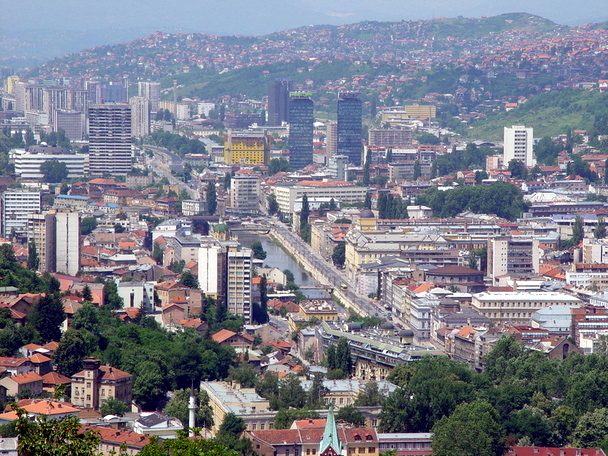
Sarajevo, hlavní město Bosny a Hercegoviny

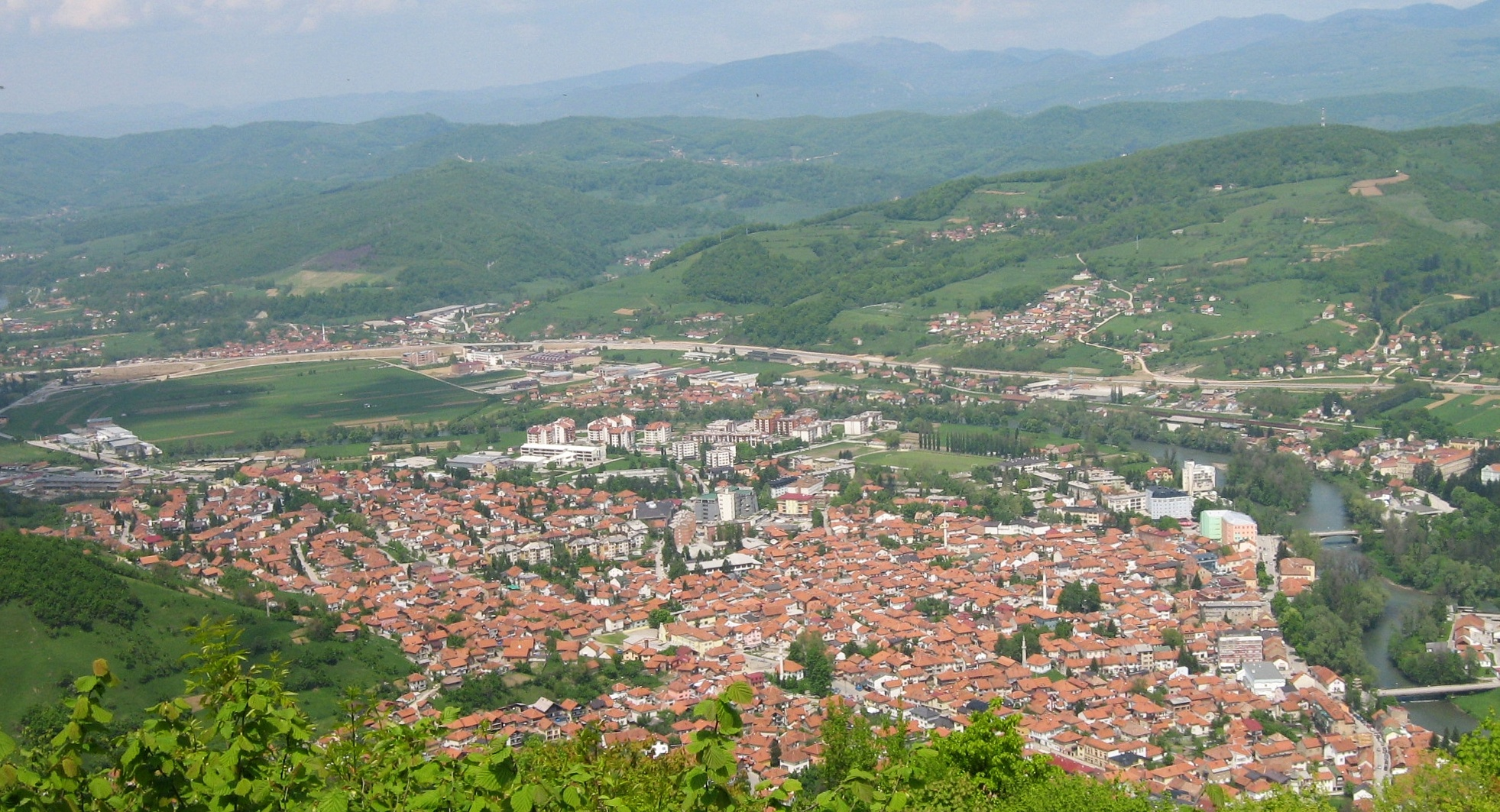
Malebné středobosenské městečko Visoko s bohatou historií

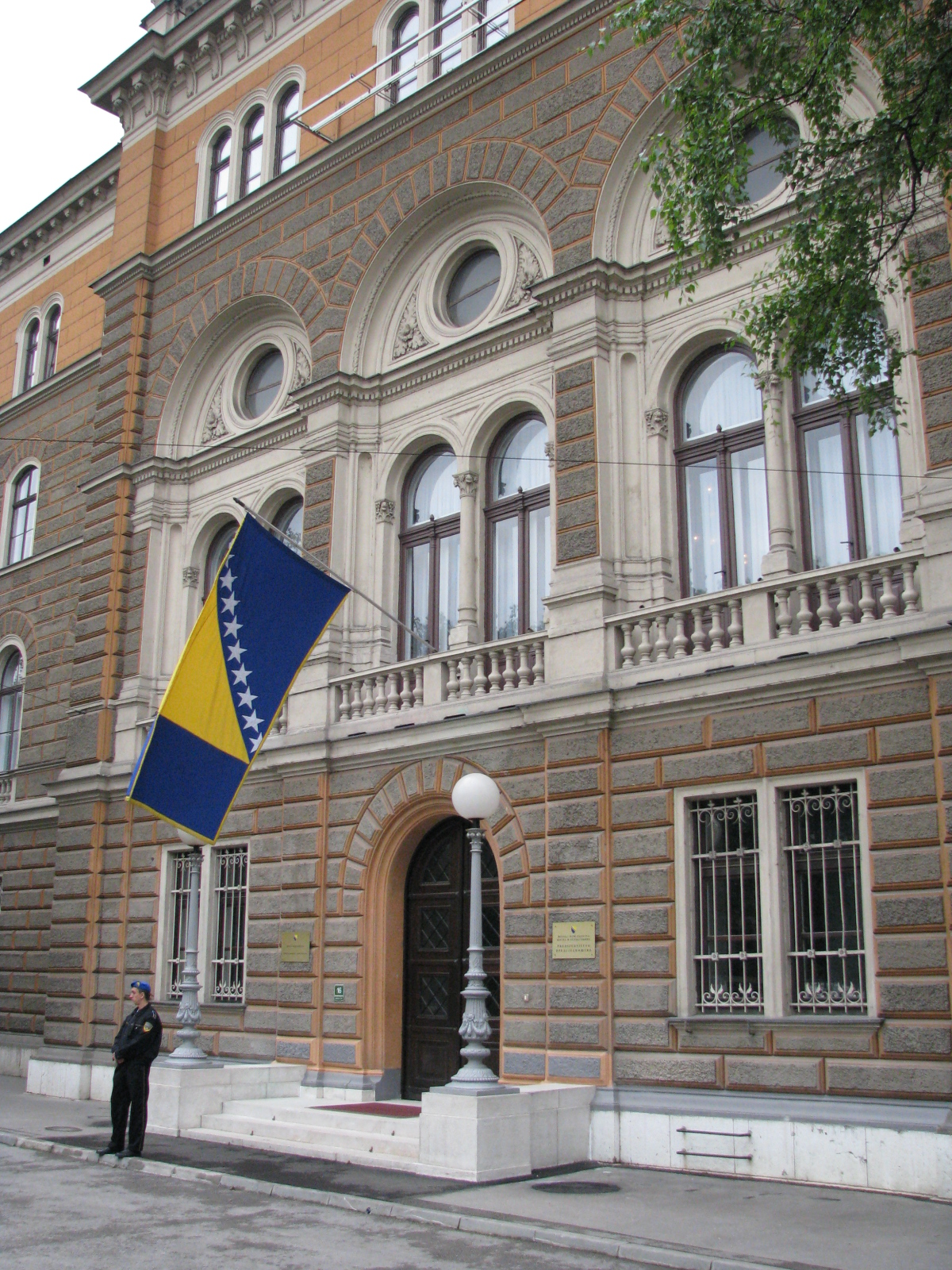
Budova prezídia v Sarajevu

Bosna a Hercegovina se skládá ze dvou entit – Federace Bosny a Hercegoviny a Republika srbská. Zvláštní postavení zaujímá distrikt Brčko, který je společně spravován oběma entitami.

### Výkonná moc
V čele země de facto stojí Vysoký představitel pro Bosnu a Hercegovinu, který je volený Radou pro implementaci míru (PIC) v souladu s Daytonskými mírovými dohodami.
Nejvyšším správním orgánem země je Předsednictvo Bosny a Hercegoviny neboli Prezídium (Predsjedništvo). To má tři členy (Bosňáka, Srba a Chorvata), kteří jsou do funkce voleni každé 4 roky. Na postu předsedy Předsednictva BaH se střídají každých 8 měsíců. Voleni jsou přímo (dva z Federace BaH a jeden z Republiky srbské).
Předsedu Rady ministrů (Vijeće ministara, Savjet ministara) jmenuje Předsednictvo BaH na návrh Parlamentu. Předseda Rady ministrů pak jmenuje celostátní ministry.
- Ministerstva působící s působností pro celou Bosnu a Hercegovinu:[66]
  - Ministerstvo zahraničních věcí (Ministarstvo vanjskih/inostranih poslova)
  - Ministerstvo bezpečnosti (Ministarstvo sigurnosti/bezbjednosti),[67] složky:
    - Hraniční policie (Granična policija)
    - Cizinecká policie (Služba za poslove sa strancima)
    - Státní agentura vyšetřování a ochranu (Državna agencija za istrage i zaštitu, SIPA)
    - Kancelář pro spolupráce s Interpolem (Biro za saradnju/suradnju sa Interpolom)
    - ostatní složky – Policie – působí na republikových úrovních

  - Ministerstvo obrany (Ministarstvo odbrane/obrane)[68]
  - Ministerstvo financí a státní pokladny (Ministarstvo finansija/financija i trezora)
  - Ministerstvo spravedlnosti (Ministarstvo pravde)
  - Ministerstvo obchodu a hospodářství (Ministarstvo vanjske/spoljne trgovine i ekonomskih odnosa)
  - Ministerstvo komunikací a dopravy (Ministarstvo komunikacija i prometa/transporta)
  - Ministerstvo pro lidská práva a uprchlíky (Ministarstvo za ljudska prava i izbjeglice)
  - Ministerstvo občanských záležitostí (Ministarstvo civilnih poslova)

### Parlament
Zákonodárným orgánem je Parlament Bosny a Hercegoviny (Parlamentarna skupština), který má dvě komory: Sněmovnu národů (Dom naroda) a Poslaneckou sněmovnu (Predstavnički/Zastupnički dom). Sněmovna národů se skládá z 15 delegátů, kteří jsou ze dvou třetin voleni ve Federace BaH (5 Chorvatů a 5 Bosňáků) a z jedné třetiny v Republice srbské (5 Srbů). Poslanecká sněmovna se skládá ze 42 členů, kteří jsou ze dvou třetin voleni ve Federací BaH a z jedné třetiny v Republice srbské.

### Ústavní soud
Ústavní soud Bosny a Hercegoviny (Ustavni sud Bosne i Hercegovine) je nejvyšší a konečná instance v právním systému Bosny a Hercegoviny. Má devět členů; čtyři jsou voleni Poslaneckou sněmovnou Federace BaH (2 Bosňáci a 2 Chorvati), dva jsou voleni Národní sněmovnou Republiky srbské (2 Srbové) a tři členy volí předseda Evropského soudu pro lidská práva po konzultacích s Předsednictvem BaH.

### Ozbrojené síly
Ozbrojené síly Bosny a Hercegoviny (OSBiH) byly sjednoceny do jednoho celku v roce 2005 sloučením Armády Federace Bosny a Hercegoviny a Armády Republiky srbské, které bránily své příslušné regiony. Ministerstvo obrany vzniklo v roce 2004.
Bosenská armáda se skládá z bosenských pozemních sil a letectva a protivzdušné obrany. Pozemní síly čítají 7 200 aktivních a 5 000 záložních vojáků. Výzbroj tvoří směs amerických, jugoslávských, sovětských a evropských zbraní, vozidel a vojenského vybavení. Letectvo a síly protivzdušné obrany mají 1500 vojáků a asi 62 letadel. Síly protivzdušné obrany provozují ruční střely MANPADS, baterie raket země-vzduch (SAM), protiletadlová děla a radary. Armáda nedávno přijala předělané uniformy MARPAT, které používají bosenští vojáci sloužící u Mezinárodních bezpečnostních asistenčních sil (ISAF) v Afghánistánu. Nyní probíhá domácí výrobní program, který má zajistit, aby armádní jednotky byly vybaveny správnou municí.

### Zahraniční vztahy
Integrace do Evropské unie (EU) je jedním z hlavních politických cílů Bosny a Hercegoviny; proces stabilizace a přidružení zahájila v roce 2007. Zemím zapojeným do procesu stabilizace a přidružení byla nabídnuta možnost se stát členskými státy EU, poté, co splní nezbytné podmínky. Bosna a Hercegovina byla od té doby potenciální kandidátskou zemí pro vstup do EU, oficiální status kandidátské země získala v prosinci 2022. V březnu 2024 zahájila Evropská unie s Bosnou a Hercegovinou přístupové rozhovory.

## Administrativní dělení

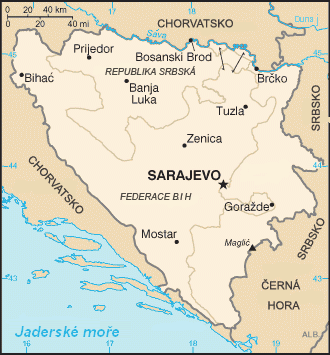
Politická mapa Bosny a Hercegoviny

Bosna a Hercegovina je rozdělena na dvě, resp. tři, samosprávní jednotky (entity); těmi jsou Federace Bosny a Hercegoviny (25 989 km²), Republika srbská (25 208 km²) a oběma entitami spravovaný Distrikt Brčko (493 km²).
| Název                        | Hlavní město                                                | Vlajka | Znak | Poloha |
| ---------------------------- | ----------------------------------------------------------- | ------ | ---- | ------ |
| Federace Bosny a Hercegoviny | Sarajevo                                                    |        |      |        |
| Republika srbská             | Sarajevo (Istočno Sarajevo) (de iure) Banja Luka (de facto) |        |      |        |
| Distrikt Brčko               | Brčko                                                       |        |      |        |

Federace Bosny a Hercegoviny se skládá z 10 vysoce autonomních kantonů.
- Unsko-sanský kanton
- Posavský kanton
- Tuzlanský kanton
- Zenicko-dobojský kanton
- Bosensko-podrinský kanton Goražde
- Středobosenský kanton
- Hercegovsko-neretvanský kanton
- Západohercegovský kanton
- Kanton Sarajevo
- Kanton 10

Republika srbská je centralizovaný region.

## Ekonomika

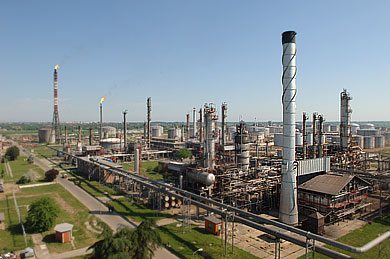
Rafinerie v Modriči

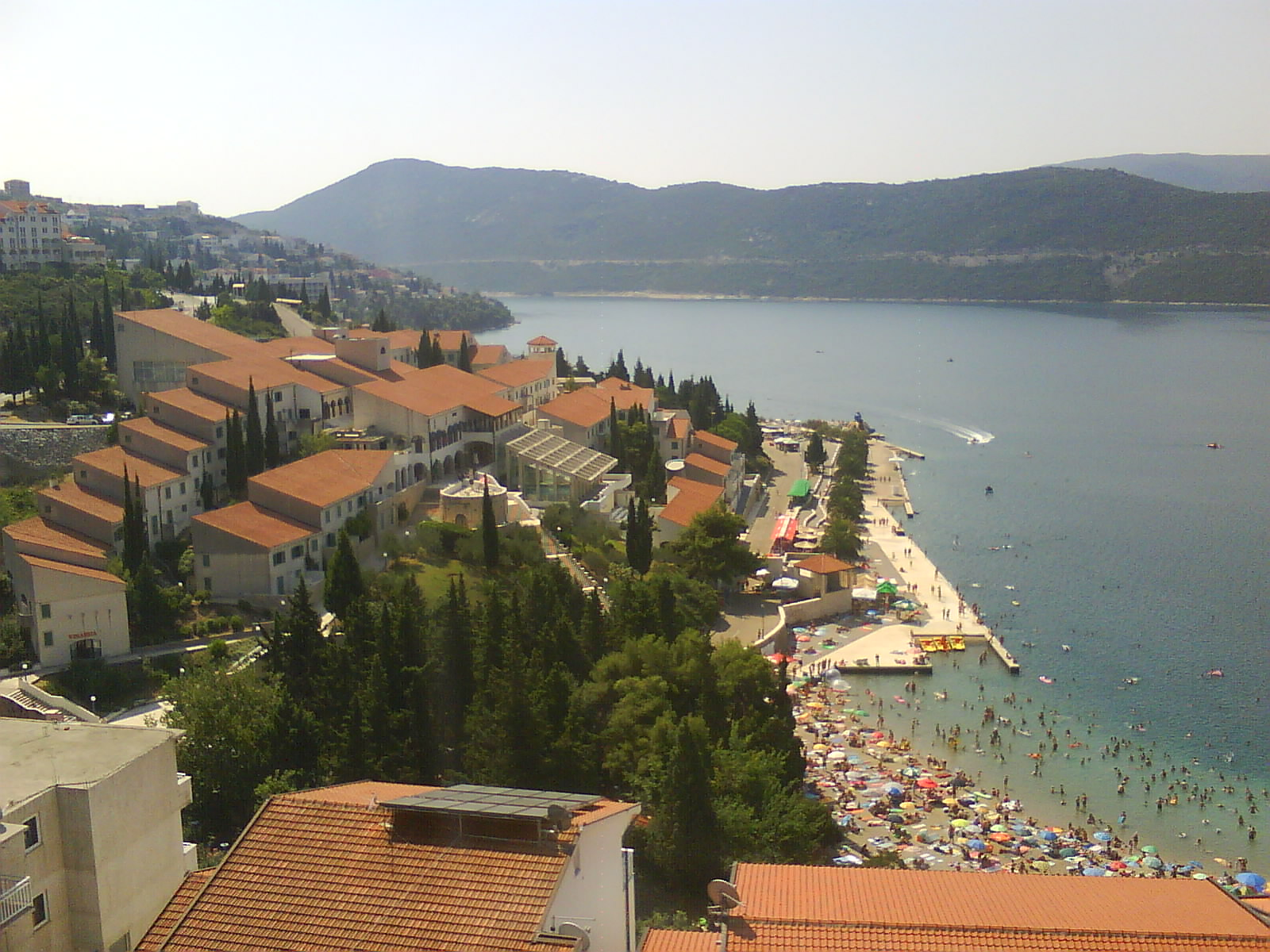
Turistické středisko Neum na pobřeží Jaderského moře

Bosna a Hercegovina byla vedle Makedonie nejzaostalejší republikou v bývalé socialistické Jugoslávii. Zemědělství bylo většinou v soukromých rukou, ale bylo nemechanizované, velmi nevýkonné a potraviny se musely dovážet.
V době socialismu bylo v BaH umístěno velké množství těžkého průmyslu. Závody, které se tu nacházely, byly významnou částí průmyslu celé SFRJ: zbrojovky, hutní a strojírenské továrny, stavební firmy. Dnes trpí zastaralým vybavením a nekonkurenceschopností svých výrobků na vyspělých trzích. Přesto ještě stále živí velkou část obyvatel; sektor služeb zatím nedosahuje podílu na hospodářství srovnatelného se západními zeměmi.
Tři roky války zničily většinu bosenského hospodářství a infrastruktury. Po ukončení bojů se výroba sice mírně zvýšila (1996–1998), zato ale růst se značně zpomalil (1999). HDP je i nadále pod úrovní z roku 1990. Nezaměstnanost činila v roce 2002 okolo 40 %.
Na rozvoji ekonomiky BaH se podílí v rámci zahraniční rozvojové spolupráce (ZRS) i Česká republika (BaH byla zařazena mezi prioritní země české ZRS).

### Dědictví války: minová pole
Obrovským problémem pro rozvoj hospodářství, a také turistiky ale zůstává kolem 2 000 objevených (a zhruba dvojnásobku neobjevených) minových polí rozesetých hlavně v oblasti fronty (ta odpovídala velmi zhruba současnému členění na FBaH a RS); nejvíce zaminované pak je okolí Sarajeva, které bylo několik let obléháno. Mnoho min je však také rozeseto i po celém zbytku území státu. Viz bosenské stránky o problematice minových polí..

### Silniční síť
Nyní se díky mohutné pomoci západních (hlavně evropských) zemí situace zlepšuje. Silniční síť je na většině hlavních tahů dobře obnovena. Přesto však vzhledem k sílící motorizaci země na mnoha místech nedostačuje; výstavba dálnic, či jiných moderních silničních komunikací, postupuje velmi pomalu (pouze krátké úseky u Sarajeva a Banja Luky jsou v provozu).

## Obyvatelstvo
Etnické složení v Bosně a Hercegovině v roce 2013
Podle sčítání z roku 1991 žilo v Bosně a Hercegovině 4 377 000 obyvatel. Velké migrace během války v Jugoslávii v 90. letech způsobily v zemi velké demografické změny. Mezi lety 1991 a 2013 provést sčítání lidu znemožnily politické neshody. Sčítání lidu bylo nejprve naplánováno na rok 2011, pak 2012, ale nakonec k němu došlo v říjnu 2013. Podle sčítání v roce 2013 žilo v Bosně a Hercegovině celkem 3 791 622 obyvatel v 1,16 milionu domácnostech, tedy o 585 411 lidí méně než od posledního sčítání v roce 1991.
Statistické informace se od té doby velmi změnily, jelikož během války v letech 1992–1995 zahynulo dle odhadů 100 000 obyvatel země (z toho 70 % Bosňáků, 25 % Srbů a 5 % Chorvatů), skoro polovina obyvatelstva byla přesídlena, a to jak v rámci země, tak i do zahraničí.

### Etnické skupiny
Bosna a Hercegovina je domovem tří „konstitutivních národů“, mezi které patří Bosňáci, Srbové a Chorvati, plus několik menších skupin, včetně Židů a Romů. Sčítání lidu roku 2013 ukázalo, že Bosnu a Hercegovinu obývá 50,1 % Bosňáků, 30,8 % Srbů, 15,4 % Chorvatů a 2,7 % ostatních. Podle sčítání z roku 1991 v Bosně a Hercegovině žilo 44 % Bosňáků (kteří se tehdy deklarovali jako Muslimové), 31 % Srbů, 17 % Chorvatů a 6 % Jugoslávců. Náboženské rozdělení kopírovalo etnické složení: 88 % Chorvatů byli katolíci, přes 90 % Bosňáků muslimy a 99 % Srbů pravoslavnými.

### Jazyky
Ústava Bosny a Hercegoviny, resp. Dodatek č. 4 Všeobecné rámcové dohody o míru v Bosně a Hercegovině z roku 1995, nespecifikuje žádný úřední jazyk. Rovnoprávný status bosenštiny, srbštiny a chorvatštiny potvrdil až Ústavní soud Bosny a Hercegoviny v roce 2000. Mluvčí tří daných jazyků si navzájem rozumějí, jazyky jsou dohromady známé jako srbochorvatština. Užívání jednoho z nich se stalo znakem etnické identity. Srbština primárně užívá cyrilici, bosenština latinku a okrajově i cyrilici, zatímco chorvatština jen latinku.

### Literatura

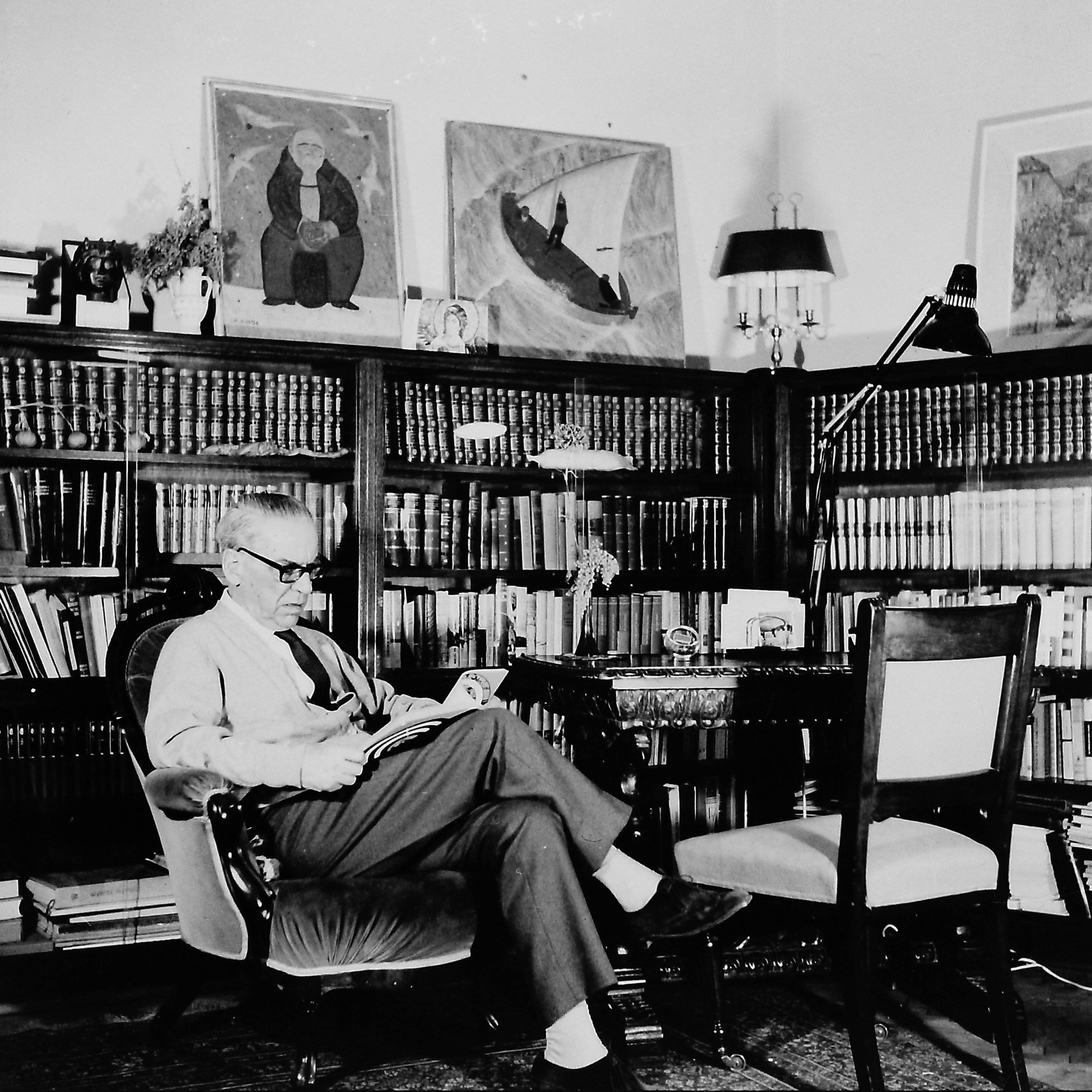
Travnický rodák Ivo Andrić

### Náboženství
| Náboženství v Bosně a Hercegovině (2013) | Náboženství v Bosně a Hercegovině (2013) | Náboženství v Bosně a Hercegovině (2013) | Náboženství v Bosně a Hercegovině (2013) | Náboženství v Bosně a Hercegovině (2013) |
| ---------------------------------------- | ---------------------------------------- | ---------------------------------------- | ---------------------------------------- | ---------------------------------------- |
| Náboženství                              |                                          |                                          | procent                                  |                                          |
| Islám                                    | Islám                                    |                                          | 51 %                                     | 51 %                                     |
| Pravoslaví                               | Pravoslaví                               |                                          | 31 %                                     | 31 %                                     |
| Katolictví                               | Katolictví                               |                                          | 15 %                                     | 15 %                                     |
| Ostatní/neuvedeno                        | Ostatní/neuvedeno                        |                                          | 3 %                                      | 3 %                                      |

Podle sčítání lidu z roku 2013 je v Bosně a Hercegovině většinové náboženství islám, které vyznává 51 % populace a drtivá většina patří k sunnitům, 46 % populace se identifikovalo jako křesťané, z nichž nejvíce přísluší k srbské pravoslavné církvi, což představuje 31 % populace (většina z nich se identifikovala jako Srbové). Po nich následuje římskokatolická církev s 15 % (z nichž se většina identifikovala jako Chorvati), agnostici tvoří 0,3 %, ateisté 0,8 % a ostatní 1,15 %, přičemž zbytek (1,1 %) své náboženství nedeklaroval. Průzkum v roce 2012 zjistil, že 54 % z bosenských muslimů jsou nepraktikující muslimové, zatímco 38 % následuje sunnu.

## Kultura

### Vizuální umění

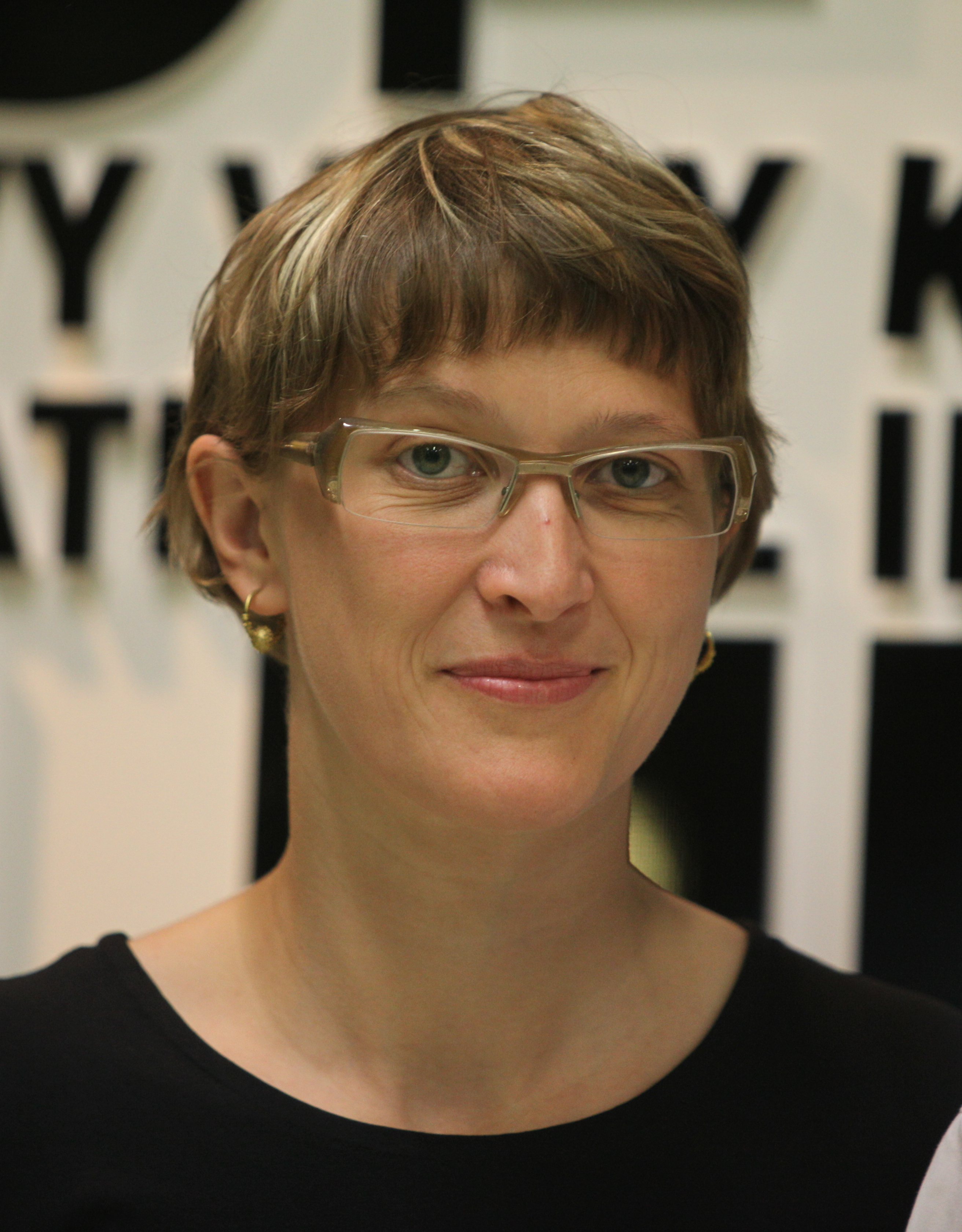
Jasmila Žbanićová

Výtvarné umění Bosny a Hercegoviny se neustále vyvíjelo a sahalo od původních středověkých náhrobků nazývaných Stećci po obrazy na dvoře Kotromanićů. Teprve s příchodem Rakousko-Uherska došlo ke skutečnému rozkvětu renesanční malby v Bosně. První vzdělaní umělci z evropských akademií se objevili počátkem 20. století. Patřili mezi ně Gabrijel Jurkić, Petar Šain, Roman Petrović a Lazar Drljača. Po druhé světové válce byli populární umělci jako Mersad Berber a Safet Zec. V roce 2007 bylo v Sarajevu založeno muzeum současného umění Ars Aevi, které zahrnuje díla renomovaných světových umělců.
Režisér Danis Tanović získal roku 2001 Oscara za nejlepší neanglicky mluvený film. Režisérka Jasmila Žbanićová Zlatého medvěda na Berlinale (2006) a Evropskou filmovou cenu (2021). Emir Kusturica dvakrát získal Zlatou palmu v Cannes (1985, 1995).
Andreja Pejićová se proslavila jako transsexuální modelka.

### Hudba

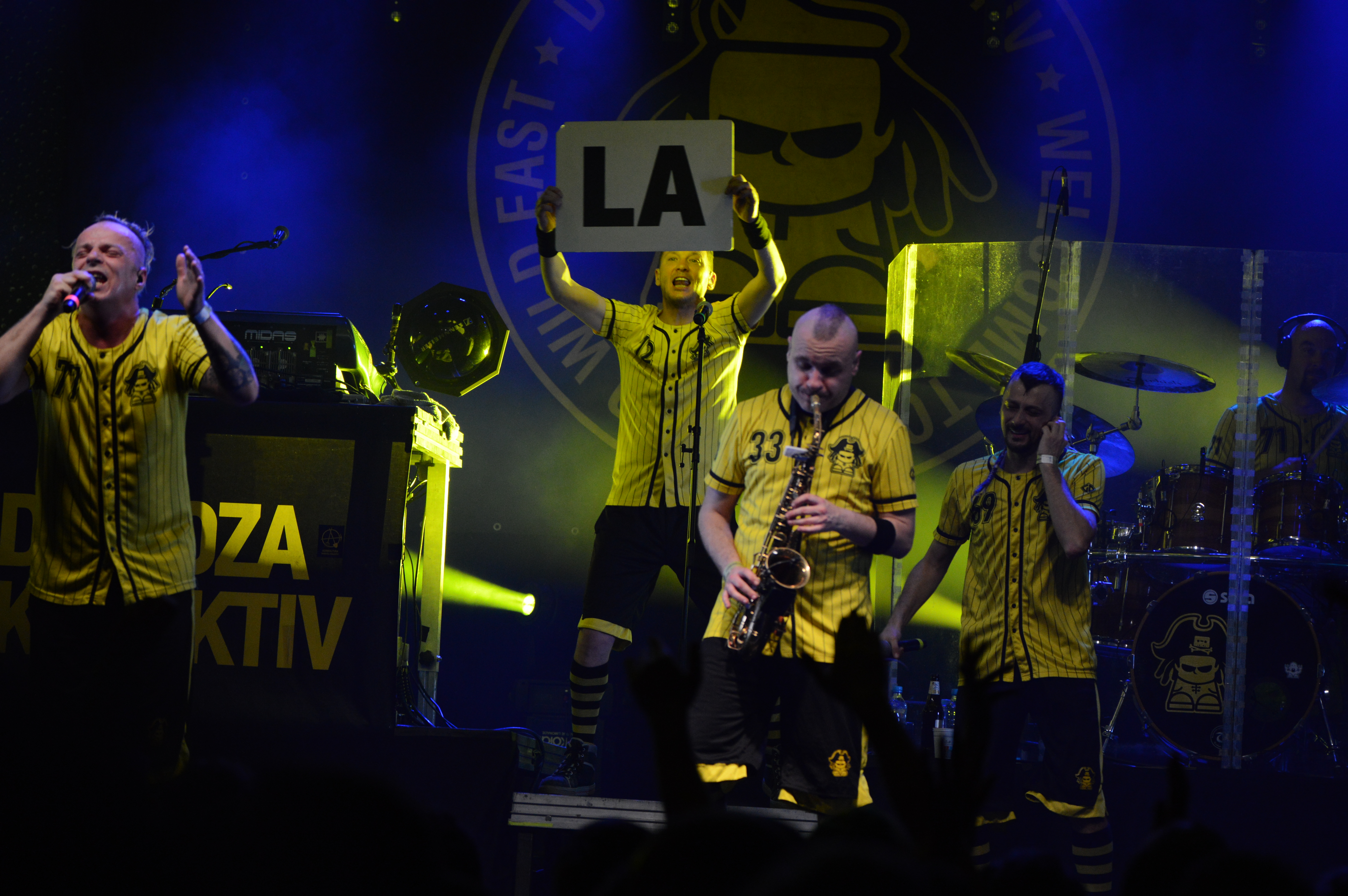
Dubioza kolektiv

V žánru world music se stal mezinárodní hvězdou Goran Bregović. Začínal v kapele Bijelo dugme, která se stala nejpopulárnější rockovou skupinou v Jugoslávii. V jugoslávské populární hudbě se prosadil také Dino Merlin, Zdravko Čolić či Lepa Brena. Tomo Miličević je kytaristou známé americké skupiny Thirty Seconds to Mars. Z bosenských kapel patří k nejúspěšnějším Dubioza Kolektiv, jež se pohybuje na pomezí hip hopu, dubu, ska, reggae a rocku.

### Památky

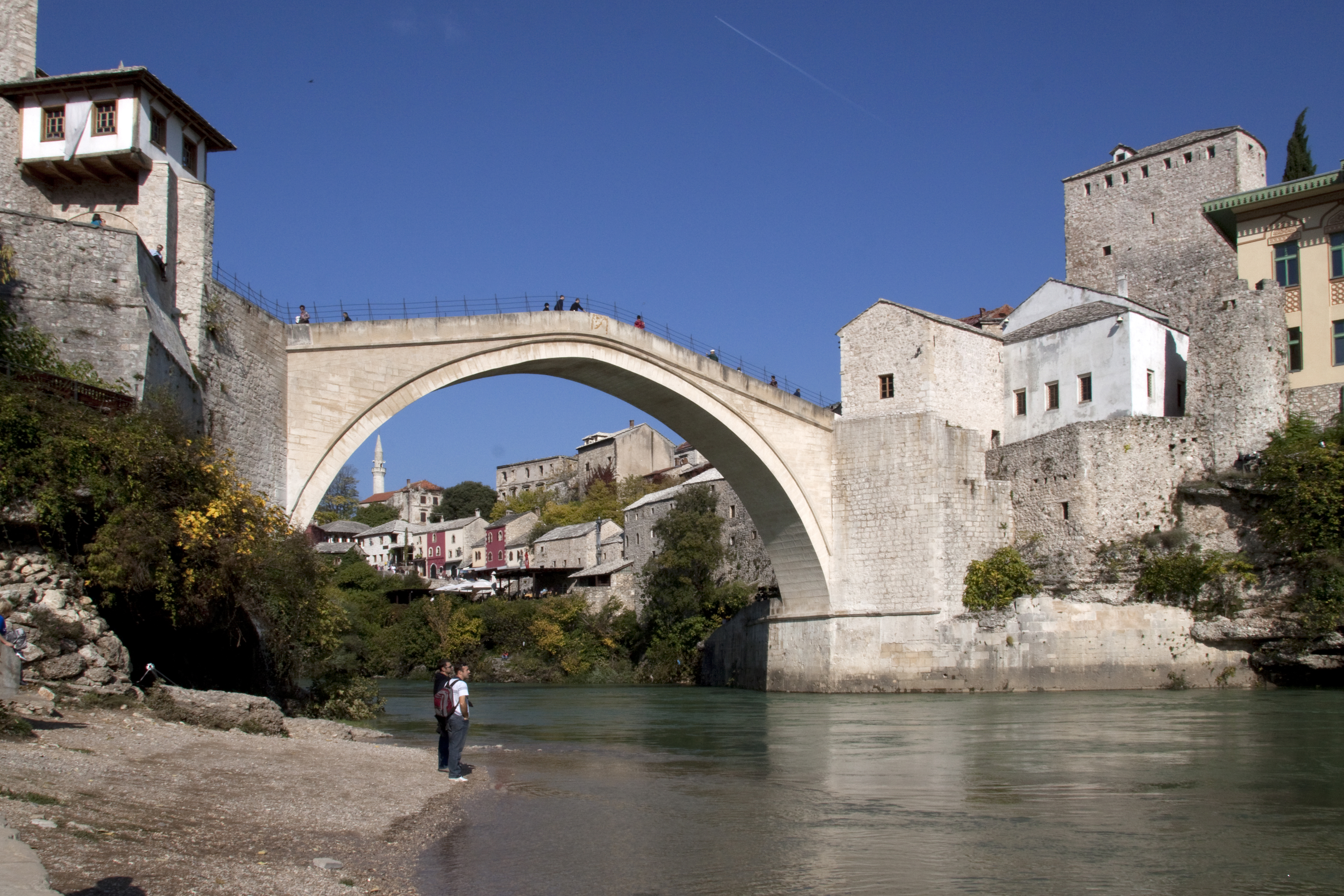
Starý most v Mostaru

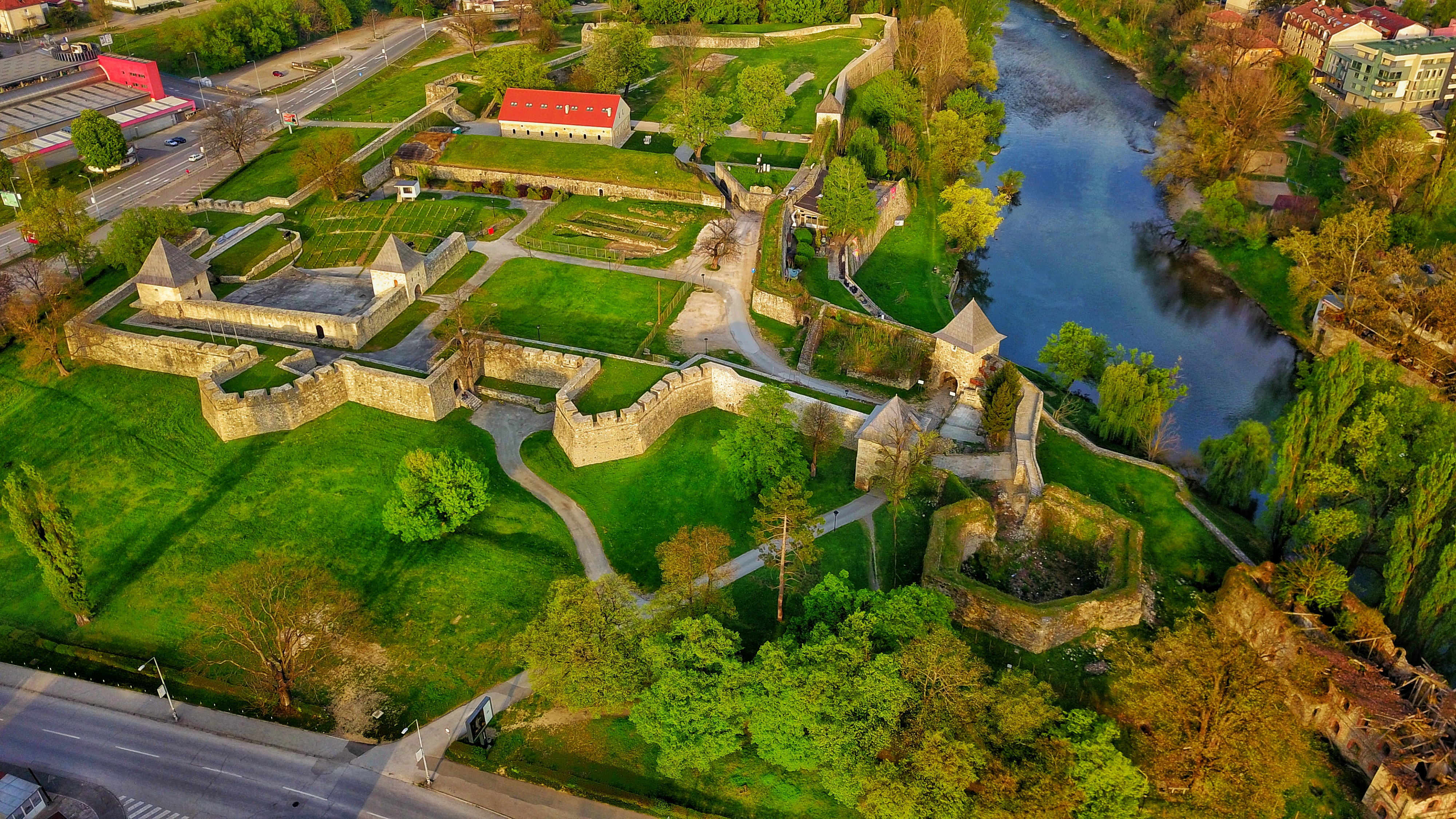
Pevnost Kastel v Banja Luce

Nejznámějšími památkami Bosny a Hercegoviny jsou mosty: proslulý Starý most v Mostaru a Most Mehmeda Sokoloviće ve Višegradu byly dokonce zapsány na seznam Světového dědictví UNESCO. Oba pocházejí ze 16. století, ten druhý je dílem nejslavnějšího osmanského architekta Mimara Sinana. Ke známým mostům patří i Latinska ćuprija v Sarajevu. Z křesťanských sakrálních staveb patří k nevzácnějším sarajevské chrámy Katedrála Srdce Ježíšova a Katedrála Narození Panny Marie. Ta první je dílem novogotiky a největší duchovní stavbou v celé Bosně a Hercegovině. Užívají ji katolíci. Ta druhá je novobarokní a je stánkem pravoslavných. Ze sarajevských mešit patří k největším památkám Carova mešita z 15. století a Gazi Husrev-begova mešita ze století šestnáctého. Mimo hlavní město jsou to Karađoz-begova mešita v Mostaru, dílo Mimara Sinana, a Mešita Ferhata paši v Banja Luce, která byla zbořena během etnických konfliktů 90. let a roku 2016 znovu postavena. Pevnost Kastel má starověké kořeny. K příkladům ceněné moderní architektury patří Avaz Twist Tower, nejvyšší budova v zemi i v celé bývalé Jugoslávii.

### Věda a vzdělávání

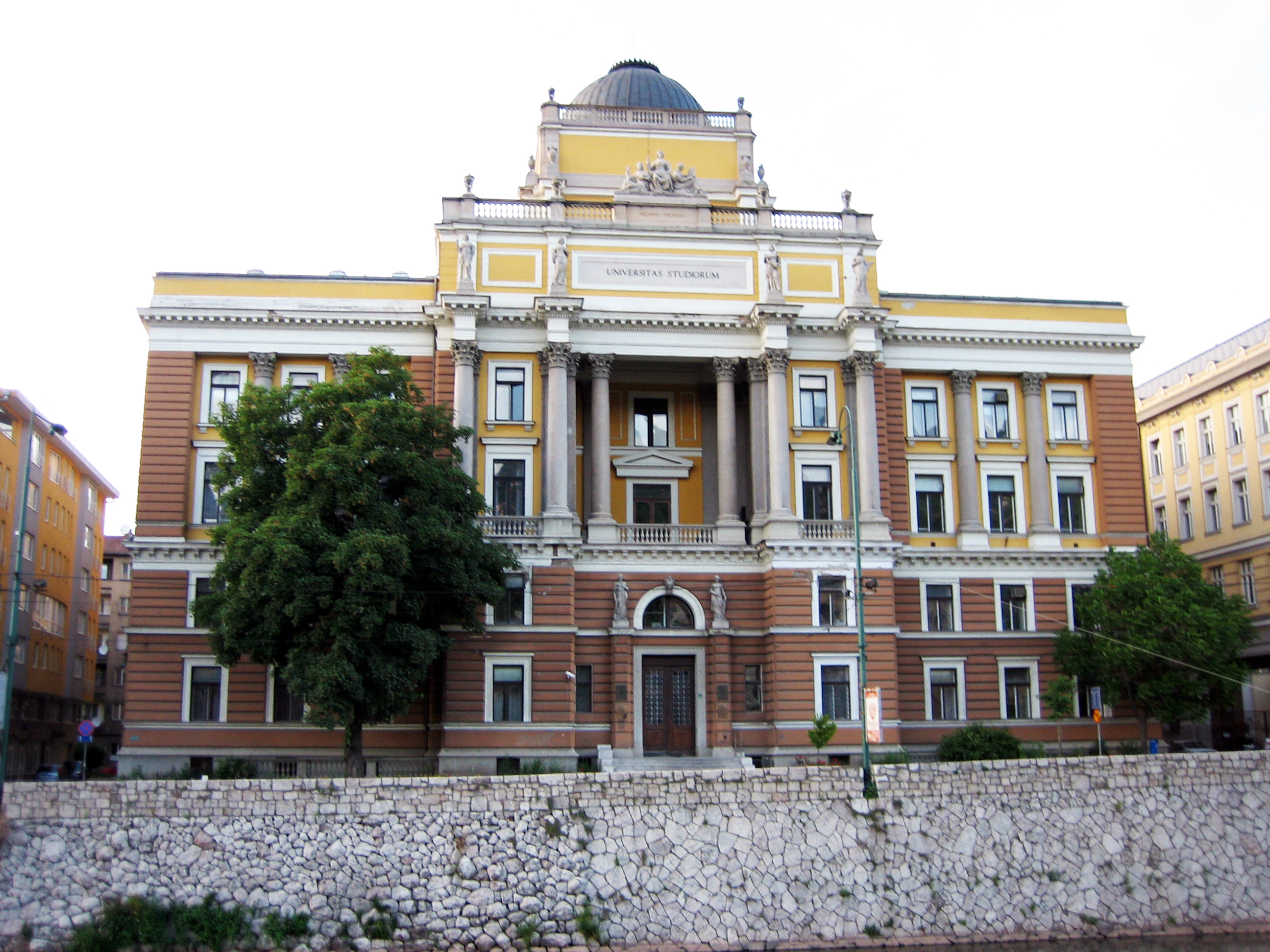
Rektorát Sarajevské univerzity

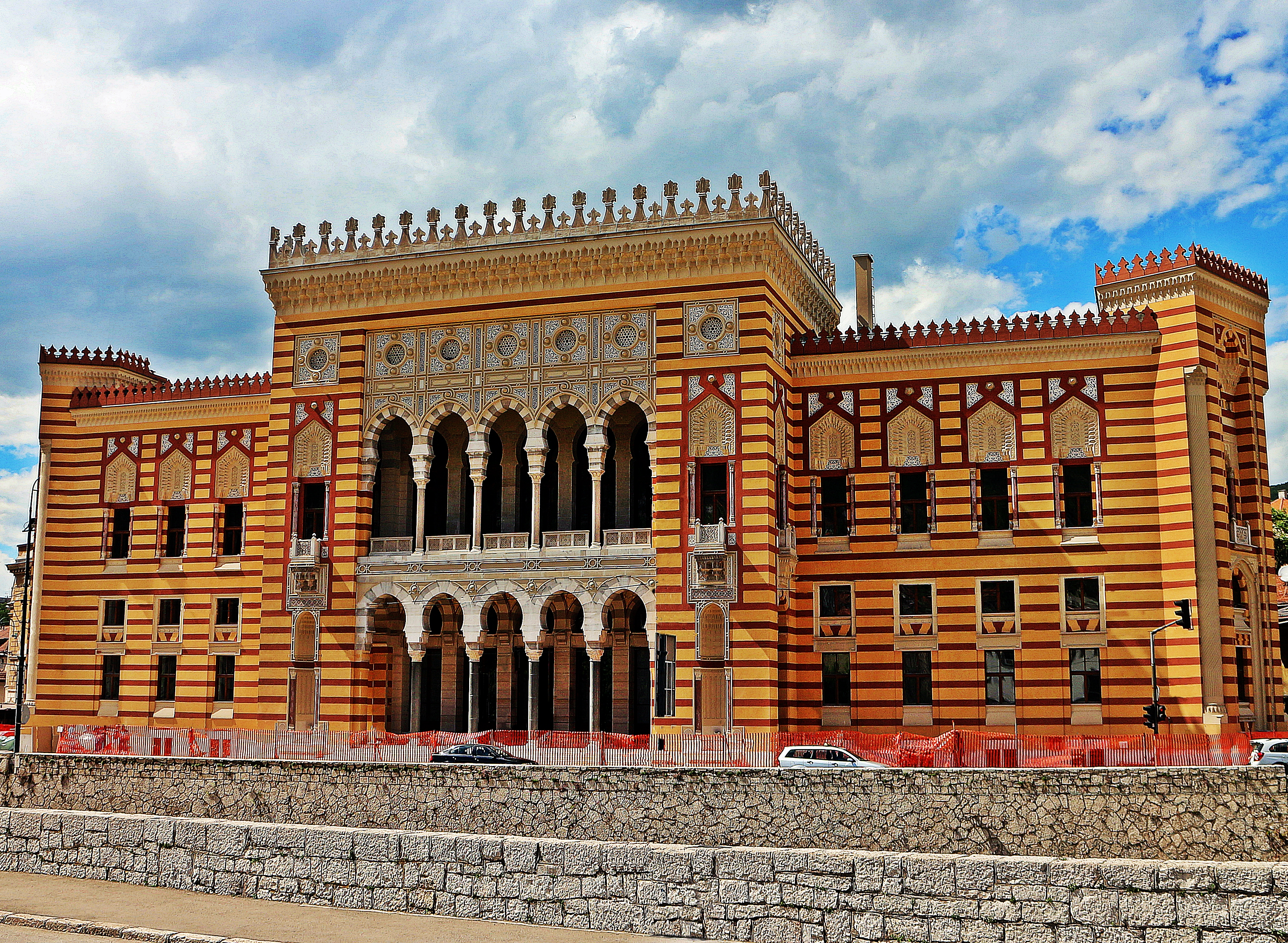
Někdejší radnice a poté sídlo Národní a univerzitní knihovny Bosny a Hercegoviny v Sarajevu

V Sarajevu se narodil nositel Nobelovy ceny za chemii Vladimir Prelog. 
Nejstarší a největší muzeum v zemi je Zemské muzeum v Sarajevu. Vzniklo roku 1888. Roku 1913 získalo novou budovu postavenou dle projektu českého architekta Karla Paříka. 
K významným vědeckým institucím patří i Orientální ústav v Sarajevu, který se věnuje především dějinám Balkánu za osmanské nadvlády. Při srbském ostřelování Sarajeva 17. května 1992 bylo zasaženo jeho sídlo a v nastalém požáru shořelo 5263 manuskriptů, 7156 dokumentů z 16.–19. století, 116 sidžilů (kádíjských soudních knih), na 200 000 dokumentů z Vilájetského archivu a sbírka odborných knih. 
Nejstarší a největší vysokou školou v Bosně a Hercegovině je Univerzita v Sarajevu. Vznikla oficiálně roku 1949, ale hlásí k odkazu školy sufijské filozofie (hanikah), kterou roku 1531 v Sarajevu založil osmanský místodržící Gazi Husrev-beg. Pod její správu dnes spadá jak Zemské muzeum, tak Orientální ústav, a navíc i Historický ústav, Ústav pro jazyk nebo Národní a univerzitní knihovna, takže jde o skutečné epicentrum bosenského vědeckého života. I na stavbě budovy, kde od roku 1949 sídlí univerzitní knihovna (jež má status národní knihovny) se podílel Karel Pařík. Původně šlo o sarajevskou radnici.

### Kuchyně

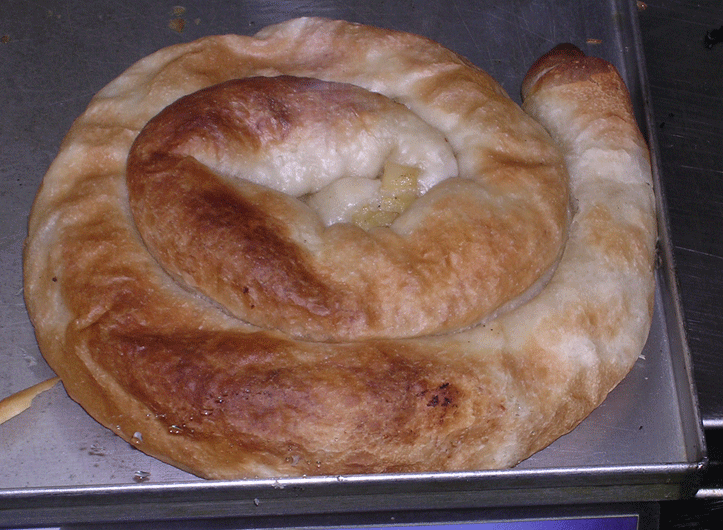
Bosenská pita

Kuchyně Bosny a Hercegoviny je rozkročena mezi západními a východními vlivy. Kuchyně je blízko příbuzná turecké kuchyni, kuchyni středního východu a dalším středomořským či balkánským kuchyním. Díky vlivů Rakouska-Uherska je tu nicméně také mnoho kulinářských vlivů ze střední Evropy. Používá mnoho koření, ale obvykle v mírném množství. Typické suroviny jsou rajčata, brambory, cibule, česnek, paprika, okurka, mrkev, zelí, houby, špenát, cuketa, sušené čerstvé fazole, švestky, mléko a zakysaná smetana nazývaná pavlaka a kajmak. Mezi typické pokrmy z masa patří především hovězí a jehněčí. Místními specialitami jsou čevabčiči, burek, dolma, sarma, pilaf, guláš, ajvar a celá řada východních sladkostí. Nejlepší místní vína pocházejí z Hercegoviny, kde je klima vhodné pro pěstování vinné révy. Naopak v Bosně se vyrábí švestková nebo jablečná pálenka, rakija.

### Sport

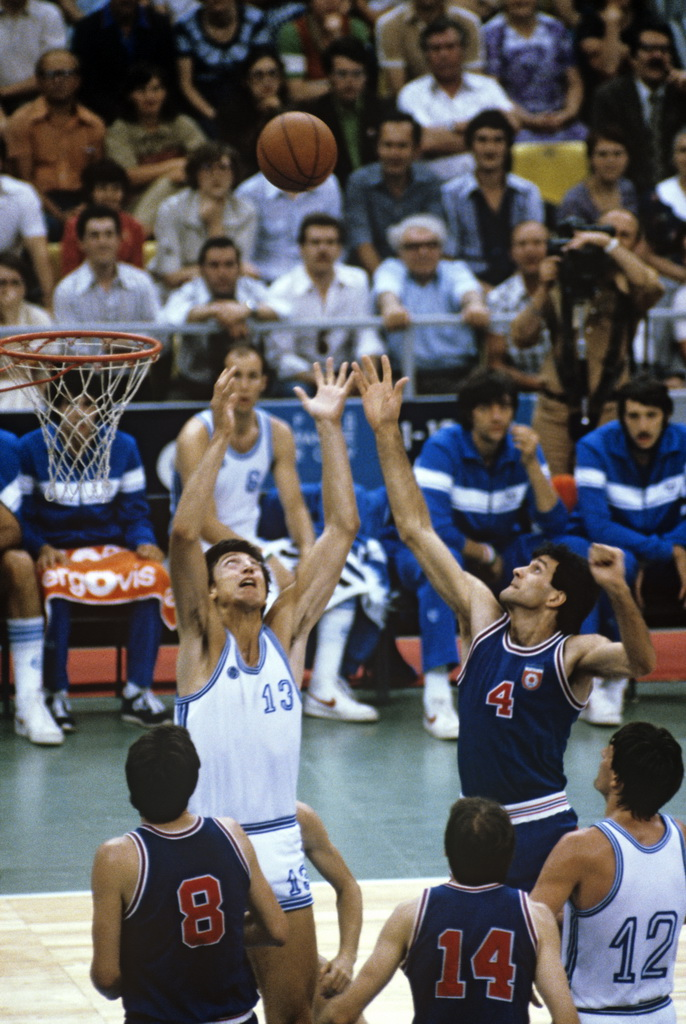
Dražen Dalipagić (v modrém)

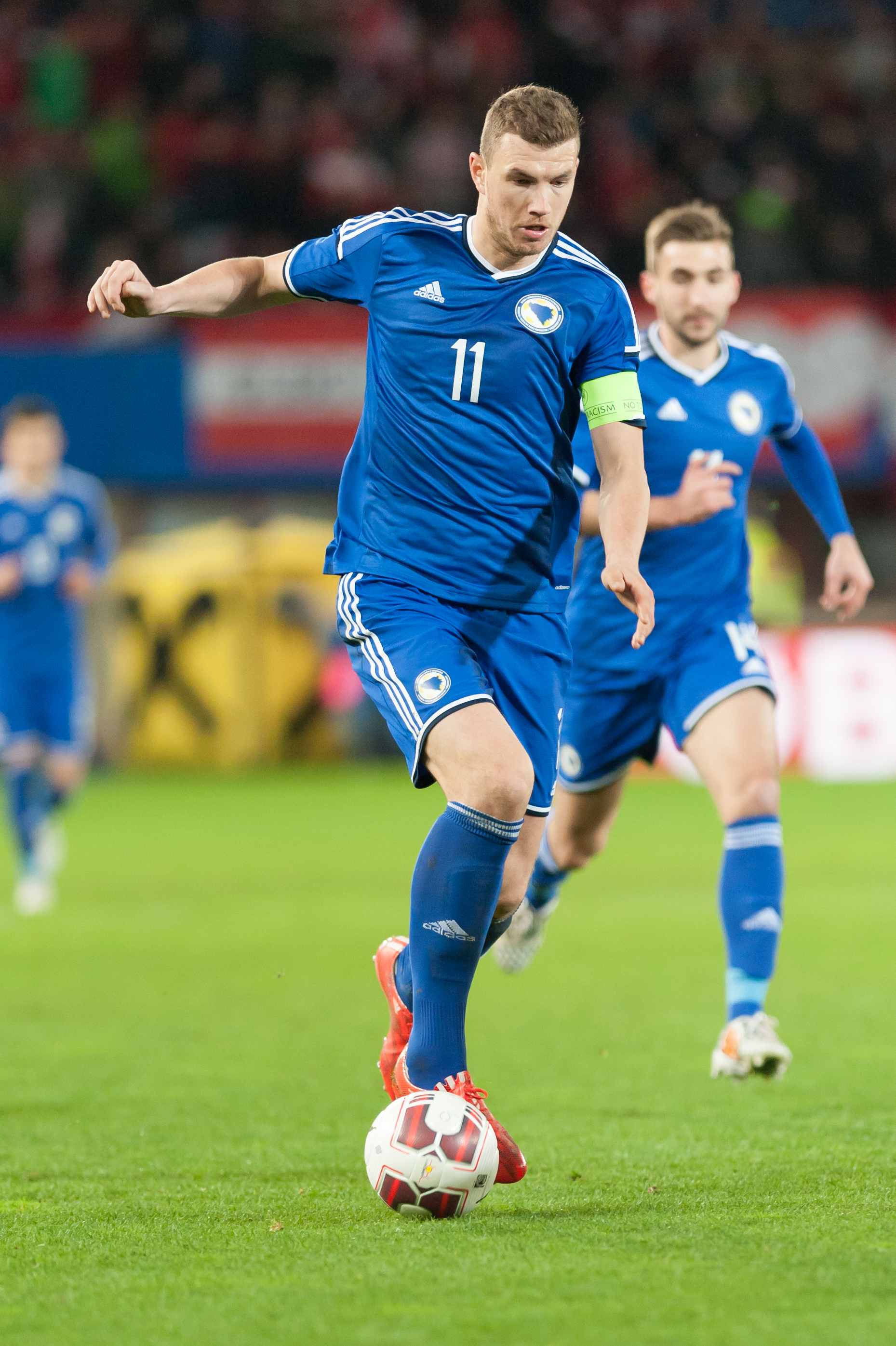
Edin Džeko

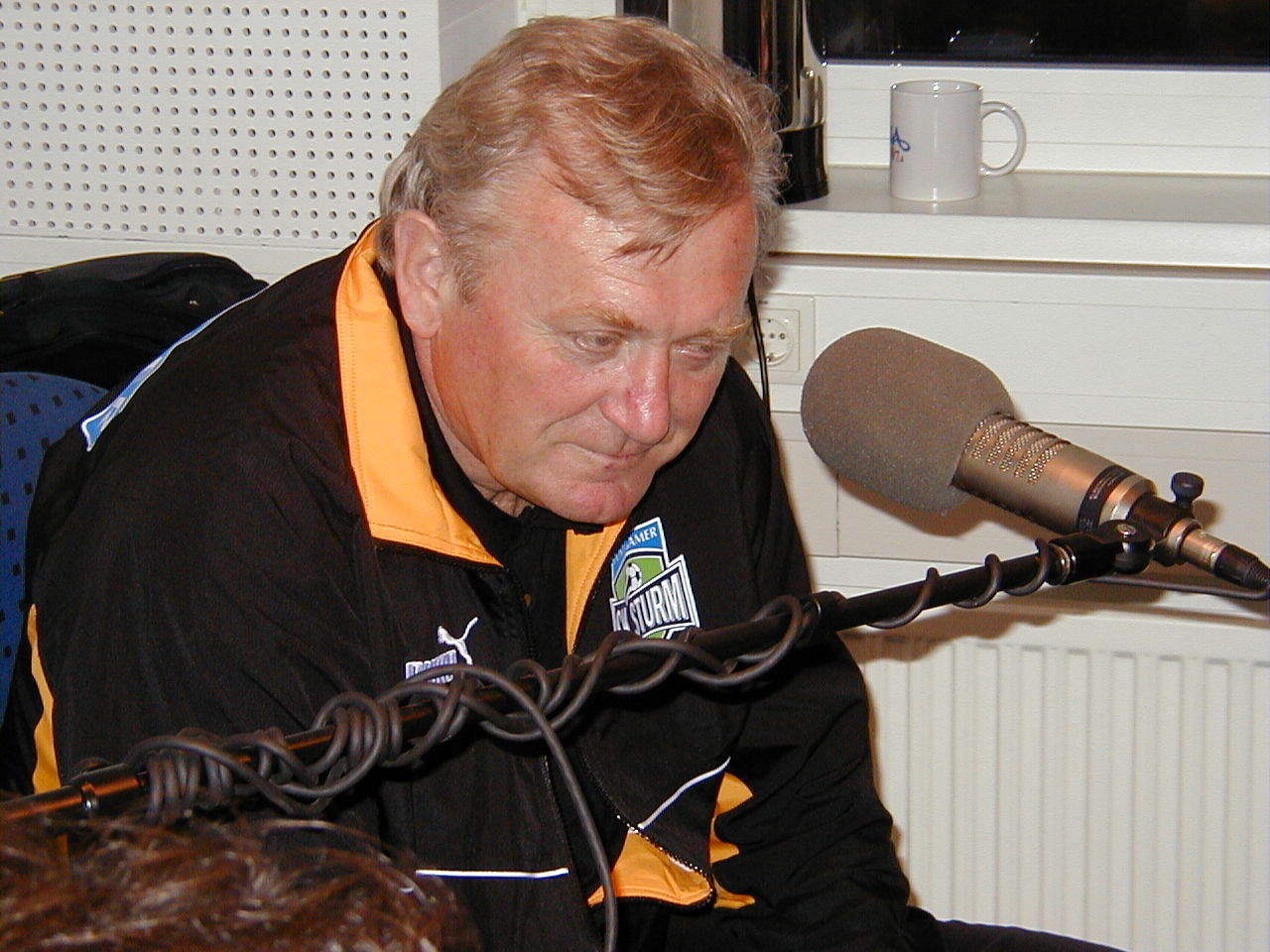
Ivica Osim

Bosna a Hercegovina vychovala mnoho sportovců, a to jak v rámci Jugoslávie, tak i samostatně po roce 1992. Nejvýznamnější mezinárodní sportovní událostí na území Bosny a Hercegoviny byly zimní olympijské hry roku 1984, které se konaly v Sarajevu od 7. do 19. února 1984, šlo o první zimní hry v některé ze zemí východního bloku.
Samostatná Bosna a Hercegovina zatím nedosáhla na žádnou olympijskou medaili. Bosenští sportovci však dosáhli řady úspěchů v barvách bývalé Jugoslávie. Boxer Anton Josipović získal zlato na olympiádě v Los Angeles roku 1984. Dvě medaile, stříbrnou a bronzovou, samostatná Bosna a Hercegovina již získala na mistrovství světa v atletice, díky běžci na 800 metrů Amelu Tukovi. Judista Amel Mekić se v roce 2011 stal mistrem Evropy.
V basketbalovém mužstvu, jež vyhrálo olympijský turnaj v Moskvě roku 1980, byli tři zástupci Socialistické republiky Bosna a Hercegovina: Mirza Delibašić, Dražen Dalipagić a Ratko Radovanović. Delibašić a Dalipagić byli navíc uvedeni do Síně slávy Mezinárodní basketbalové federace. Basketbalistka Razija Mujanovićová byla třikrát zvolena nejlepší hráčkou Evropy (1991, 1994, 1995). Jusuf Nurkić nebo Mirza Teletović se prosadili v NBA. Basketbalovému týmu ze Sarajeva, jež dnes nese jméno KK Bosna Meridianbet, se podařilo roku 1979 vyhrát Euroligu, ženskému družstvu ŽKK Jedinstvo Tuzla v roce 1989.
Na třech jugoslávských olympijských zlatých v házené má podíl deset Bosňanů, mezi nimi dvě ženy: Svetlana Kitićová a Jasna Kolar-Merdanová. Kitićová byla navíc vyhlášena nejen nejlepší házenkářkou světa roku 1988, ale v roce 2010 dokonce nejlepší házenkářkou všech dob. Kolar-Merdanová titul nejlepší házenkářky světa získala v roce 1990. Z mužů lze jmenovat Zdravka Zovka, který má zlato z Los Angeles, či Abase Arslanagiće, který byl u prvé zlaté z Mnichova 1972 jako hráč a u druhé z roku 1984 jako trenér. Házená má v Bosně velkou tradici, klub RK Borac Banja Luka sedmkrát vyhrál jugoslávskou ligu a v roce 1976 dokonce nejprestižnější klubovou soutěž Evropy, Pohár mistrů evropských zemí (dnes Liga mistrů). 
Bosenská fotbalová reprezentace se probojovala na Mistrovství světa ve fotbale 2014, kde získala 3 body proti Íránu a skončila třetí v základní skupině. V jugoslávském fotbalovém týmu, který bral zlato na OH v Římě roku 1960, byli dva Bosňané, Tomislav Knez a Velimir Sombolac. Nejúspěšnějším bosenským fotbalistou je Edin Džeko, který strávil několik let i v české fotbalové lize. Nejúspěšnějším trenérem je Ivica Osim. Nejlepším bosenským fotbalistou posledních padesáti let byl v roce 2003 zvolen Safet Sušić. Elvir Baljić vyhrál Ligu mistrů UEFA s Realem Madrid, Hasan Salihamidžić s Bayernem Mnichov. Elvir Rahimić zvedl nad hlavu Pohár UEFA s CSKA Moskva.